# Lijst van personen overleden in 1984
Dit is een lijst van personen die zijn overleden in 1984.

## Januari

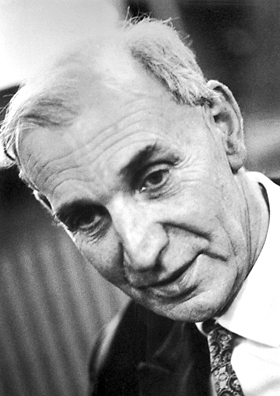
Alfred Kastler
7 januari

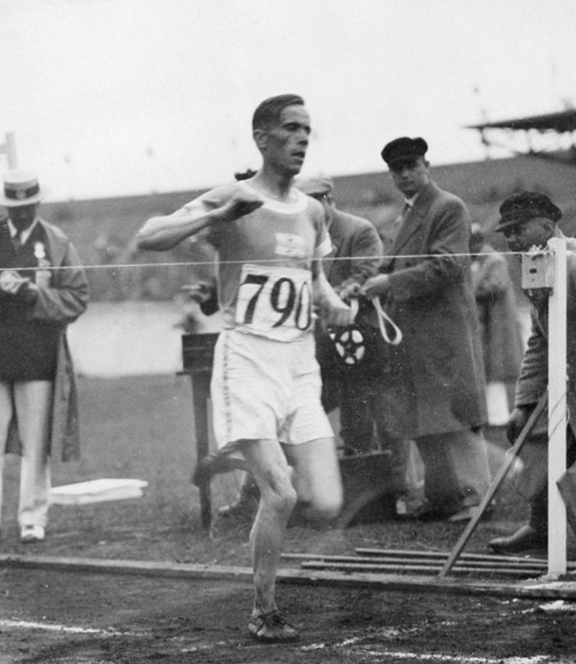
Toivo Loukola
10 januari

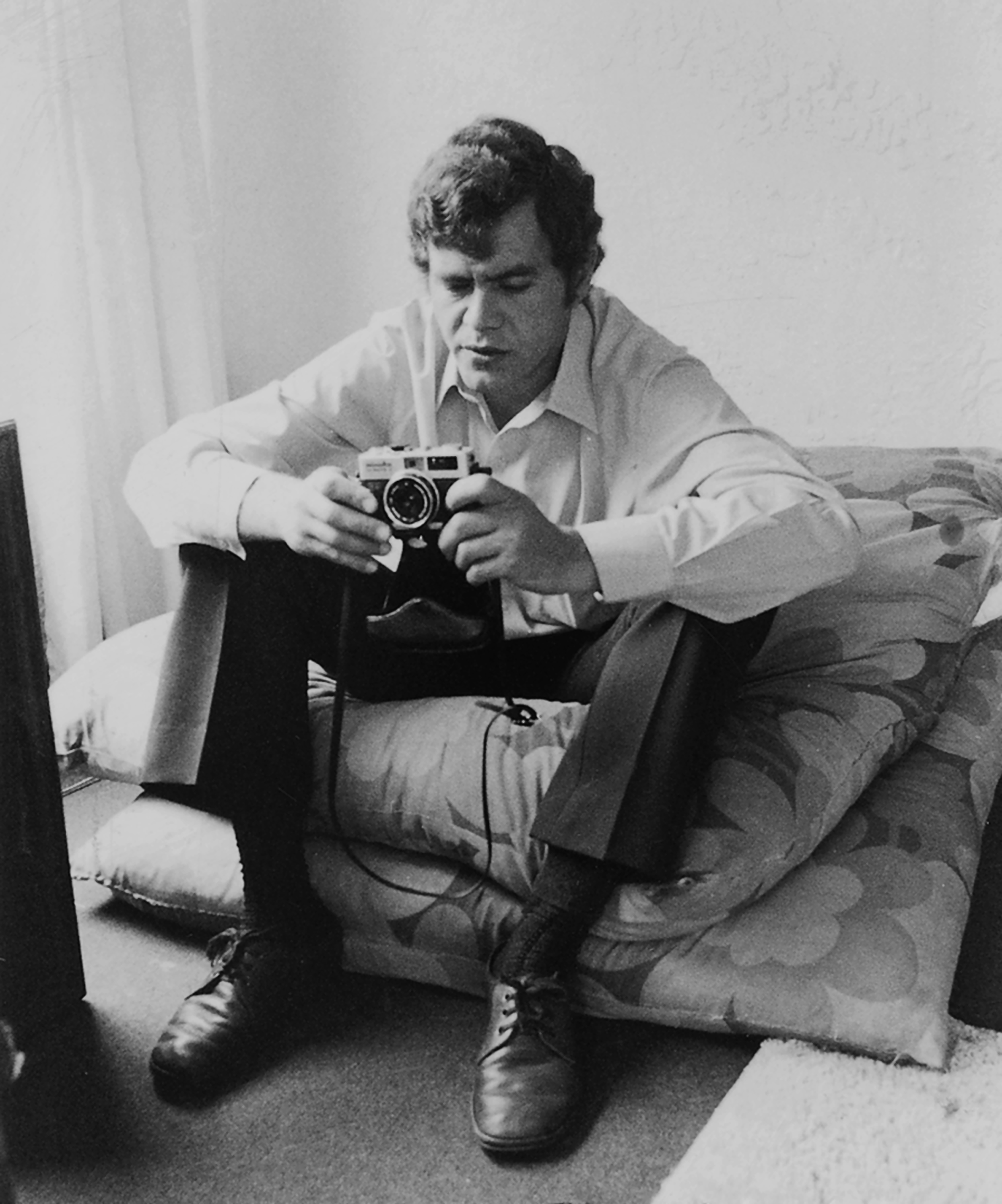
Koos du Plessis
14 januari

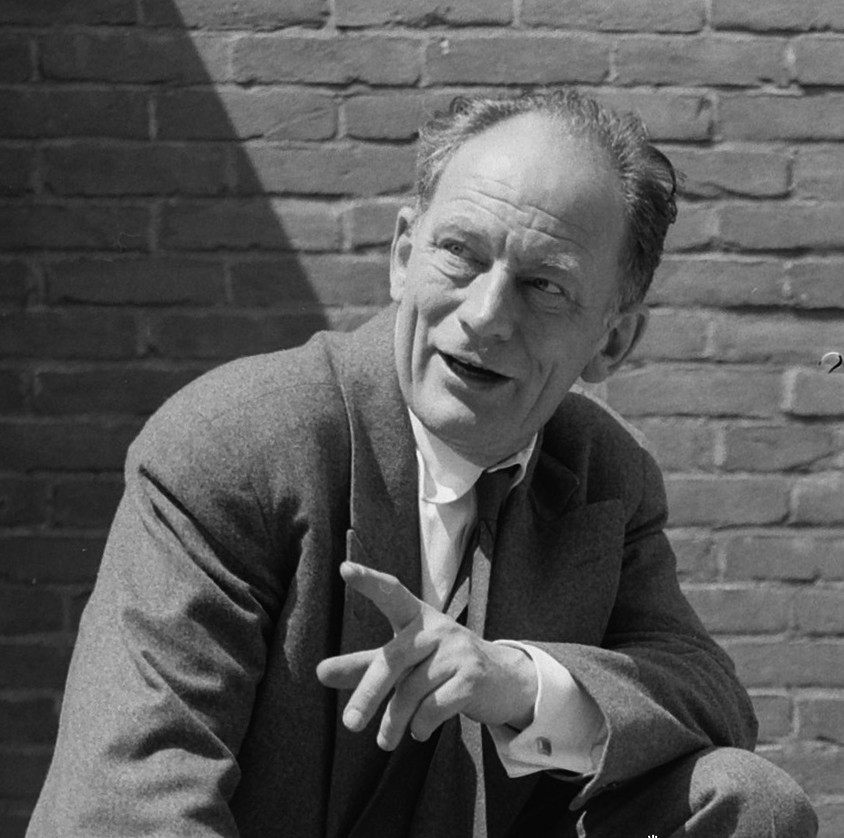
Wolfgang Staudte
19 januari

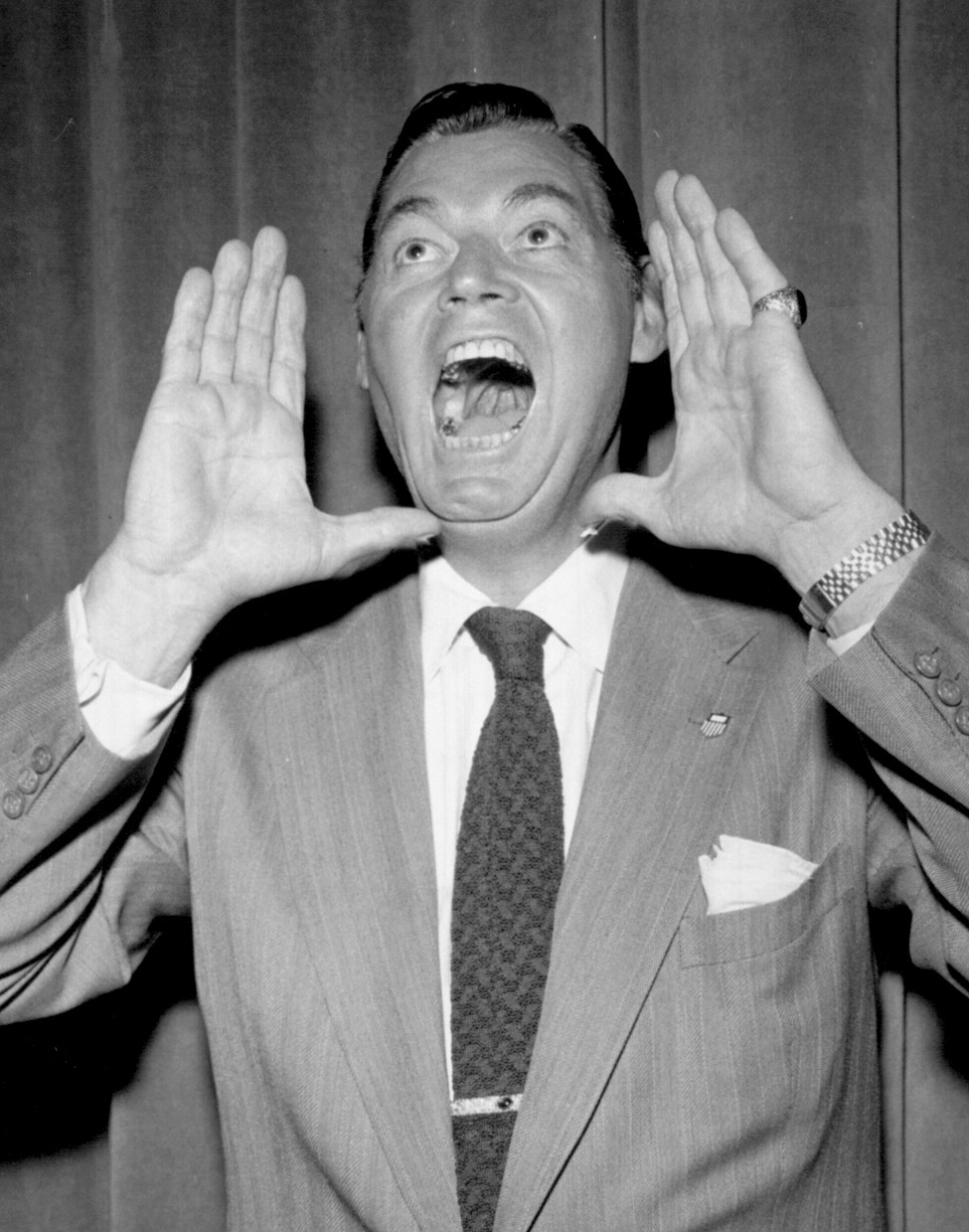
Johnny Weissmuller
20 januari

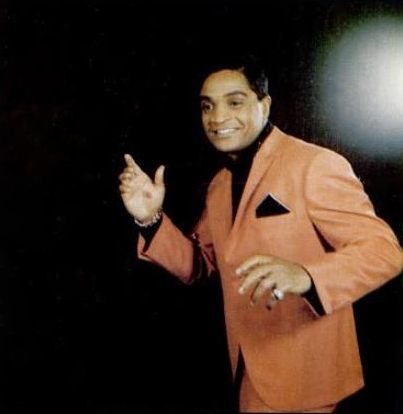
Jackie Wilson
21 januari

| 1 | 2 | 3 | 4 | 5 | 6 | 7 | 8 | 9 | 10 | 11 | 12 | 13 | 14 | 15 | 16 | 17 | 18 | 19 | 20 | 21 | 22 | 23 | 24 | 25 | 26 | 27 | 28 | 29 | 30 | 31 |
| - | - | - | - | - | - | - | - | - | -- | -- | -- | -- | -- | -- | -- | -- | -- | -- | -- | -- | -- | -- | -- | -- | -- | -- | -- | -- | -- | -- |

### 1 januari
- Leni Mengelberg (80), Nederlands schrijfster

### 2 januari
- Jevgeni Krinov (77), Russisch astronoom en geoloog

### 4 januari
- Frieder Weissmann (90), Duits dirigent

### 3 januari
- Lionel Blomme (86), Belgisch dirigent en componist

### 5 januari
- Joseph Lanjouw (81), Nederlands botanicus
- Marie-Louise Johanna Daisy Teixeira de Mattos (84), lid Nederlandse adel

### 6 januari
- Dirk Johannes van der Kooij (108), oudste man in Nederland

### 7 januari
- Alfred Kastler (81), Frans natuurkundige

### 10 januari
- Nic Loning (58), Nederlands kunstenaar
- Toivo Loukola (81), Fins atleet
- Souvanna Phouma (82), Laotiaans politicus
- Eunice Wilson (72), Amerikaans zangeres en danseres

### 13 januari
- Frits Wiersma (89), Nederlands wielrenner

### 14 januari
- Paul Ben-Haim (87), Duits-Israëlisch componist
- Koos du Plessis (38), Zuid-Afrikaans dichter en zanger
- Mary Zeldenrust-Noordanus (55), Nederlands psychologe

### 15 januari
- Sergius Kiriakoff (85), Russisch-Belgisch entomoloog
- Hubert Rubens (56), Belgisch politicus
- Robert Selig (44), Amerikaans componist

### 17 januari
- Jacques Dupuis (69), Belgisch architect
- Yoshio Kodama (72), Japans oorlogsmisdadiger

### 19 januari
- Gösta Bengtsson (86), Zweeds zeiler
- Wolfgang Staudte (77), Duits filmregisseur

### 20 januari
- Marc Bourry (55), Belgisch politicus
- Johnny Weissmuller (79), Amerikaans acteur en zwemmer

### 21 januari
- Jackie Wilson (49), Amerikaans zanger

### 22 januari
- Chaïm Perelman (71), Belgisch rechtsgeleerde en filosoof

### 24 januari
- Jan Cornand (63), Belgische sportjournalist

### 28 januari
- Meint Adolf Smid (62), Nederlands verzetsstrijder

### 29 januari
- Ada Bolten (80), Nederlands zwemster

### 30 januari
- Wobbe Alkema (83), Nederlands kunstenaar
- Luke Kelly (43), Iers zanger

### 31 januari
- Ann Lovett (15), Ierse scholier

## Februari

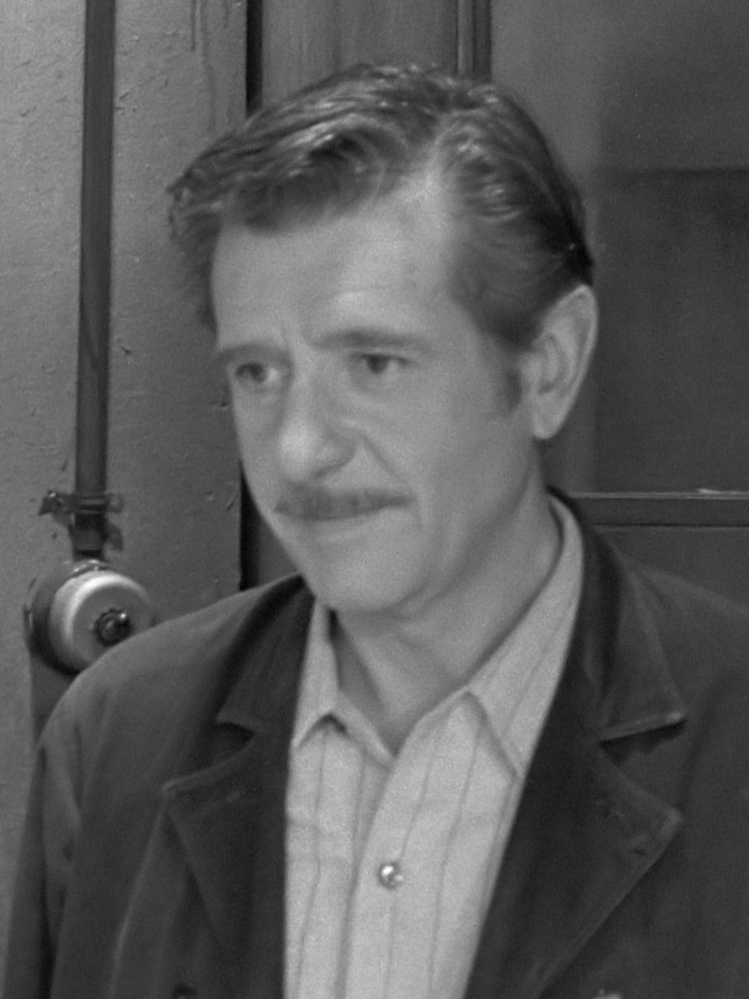
Roger Coorens
3 februari

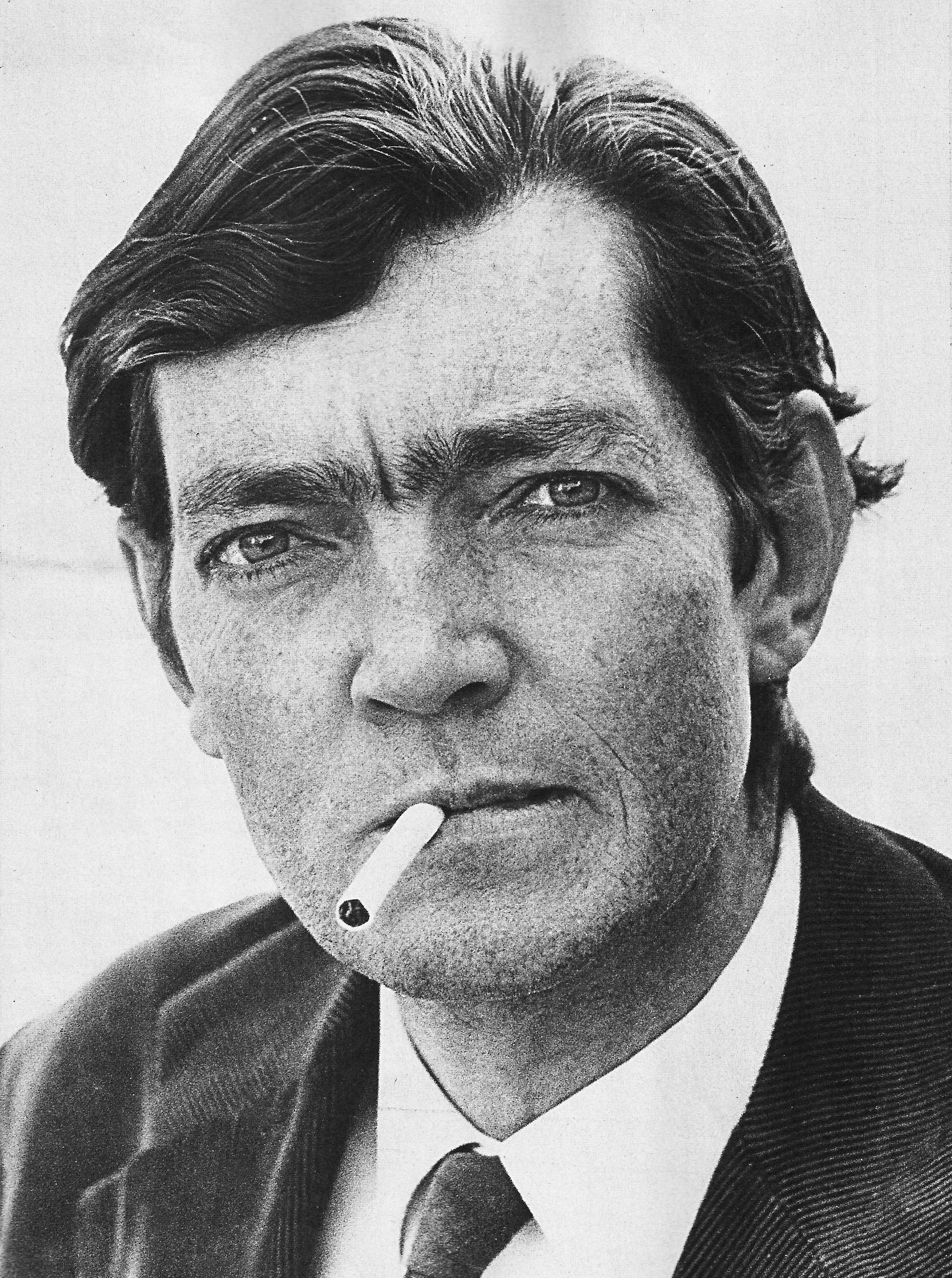
Julio Cortázar
12 februari

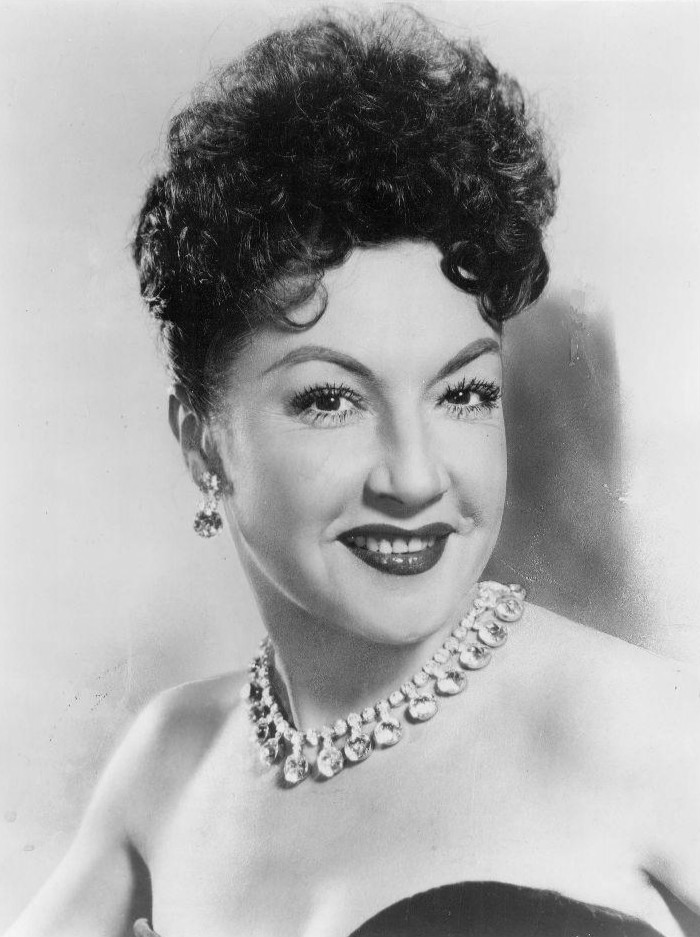
Ethel Merman
15 februari

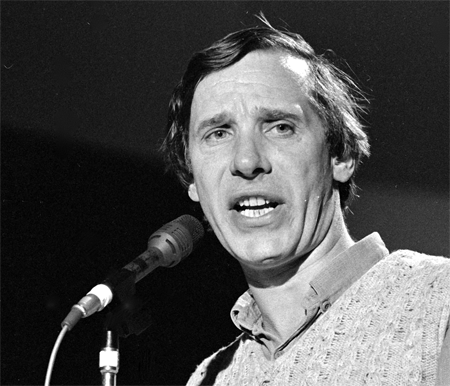
Frans Halsema
24 februari

| 1 | 2 | 3 | 4 | 5 | 6 | 7 | 8 | 9 | 10 | 11 | 12 | 13 | 14 | 15 | 16 | 17 | 18 | 19 | 20 | 21 | 22 | 23 | 24 | 25 | 26 | 27 | 28 | 29 |
| - | - | - | - | - | - | - | - | - | -- | -- | -- | -- | -- | -- | -- | -- | -- | -- | -- | -- | -- | -- | -- | -- | -- | -- | -- | -- |

### 3 februari
- Ronny Bierman (45), Nederlands actrice
- Roger Coorens (62), Belgisch acteur

### 4 februari
- Henry Kaplan (65), Amerikaans radioloog

### 6 februari
- Jorge Guillén (91), Spaans dichter

### 7 februari
- Wim Bocxe (85), Nederlands burgemeester
- Andries van Dijk (48), Nederlands voetballer
- Jan Houtsma (62), Nederlands verzetsstrijder

### 8 februari
- Karel Miljon (80), Nederlands bokser

### 9 februari
- Joeri Andropov (69), Sovjet-Russisch politicus

### 10 februari
- David Von Erich (25), Amerikaans professioneel worstelaar

### 11 februari
- Lori Shannon (45), Amerikaanse actrice

### 12 februari
- Anna Anderson (87), zelfverklaard lid Russische tsarenfamilie
- Julio Cortázar (70), Argentijns schrijver

### 13 februari
- Pierre Brambilla (64), Frans wielrenner

### 14 februari
- Christoph Aschmoneit (82), Duits onderzeebootontwerper
- Jan Carel Jenniskens (25), Nederlands hockeyer

### 15 februari
- Ethel Merman (76), Amerikaans actrice en zangeres

### 17 februari
- Pavel Batitski (73), Russisch militair
- Jan Van den Eynde (95), Belgisch politicus

### 18 februari
- Omaar Carpels (63), Belgisch politicus

### 19 februari
- Claude Hopkins (80), Amerikaanse pianist en bigbandleider

### 20 februari
- Fikret Amirov (61), Azerbeidzjaans componist

### 21 februari
- Emilio Rodríguez (60), Spaans wielrenner
- Michail Sjolochov (78), Russisch schrijver

### 22 februari
- Wilhelm Müller (74), Duits handbalspeler

### 24 februari
- Emile Claeys (89), Belgisch politicus
- Frans Halsema (44), Nederlands cabaretier en zanger
- Uwe Johnson (49), Duits schrijver

### 25 februari
- William Beecher Scoville (78), Amerikaanse neurochirurg

### 26 februari
- Maurice Bologne (83), Belgisch politicus en historicus

### 28 februari
- Fritz Zweig (90), Duits dirigent

### 29 februari
- Godfried Thomas Pieraerts (85), Belgisch geestelijke en sterrenkundige

## Maart

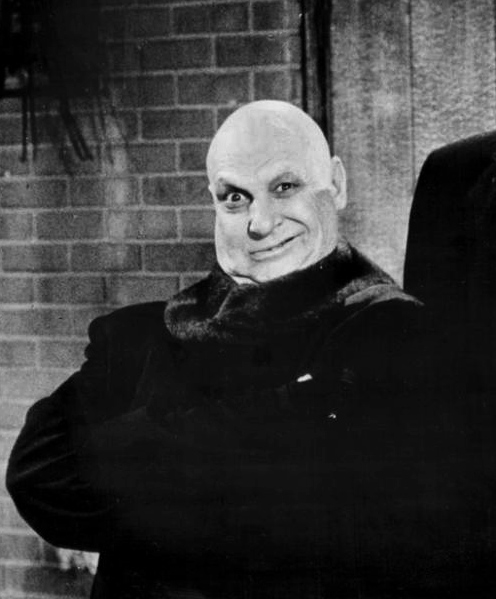
Jackie Coogan
1 maart

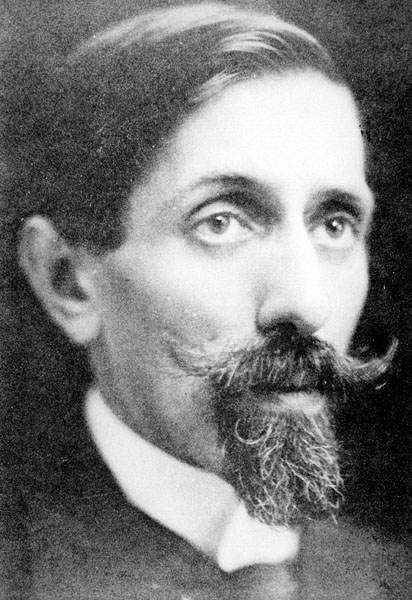
Nico Gunzburg
5 maart

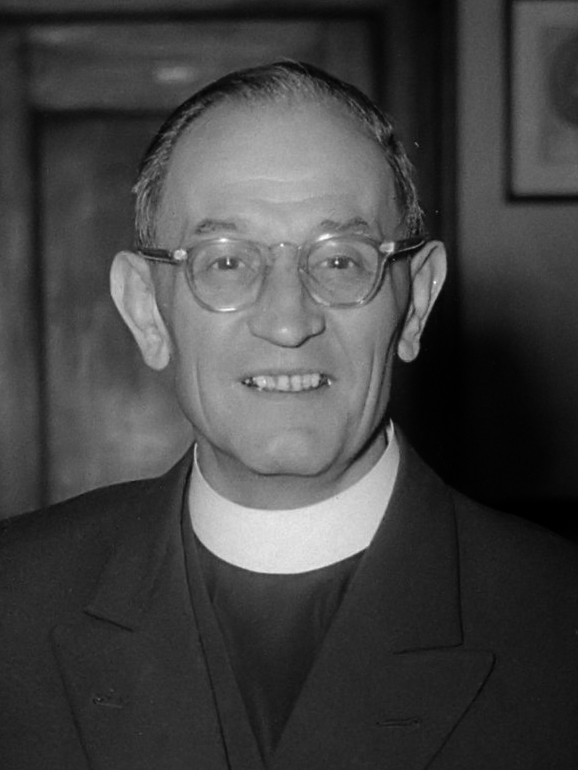
Martin Niemöller
6 maart

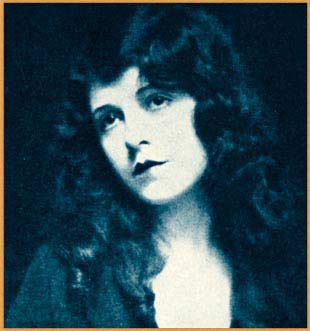
June Marlowe
10 maart

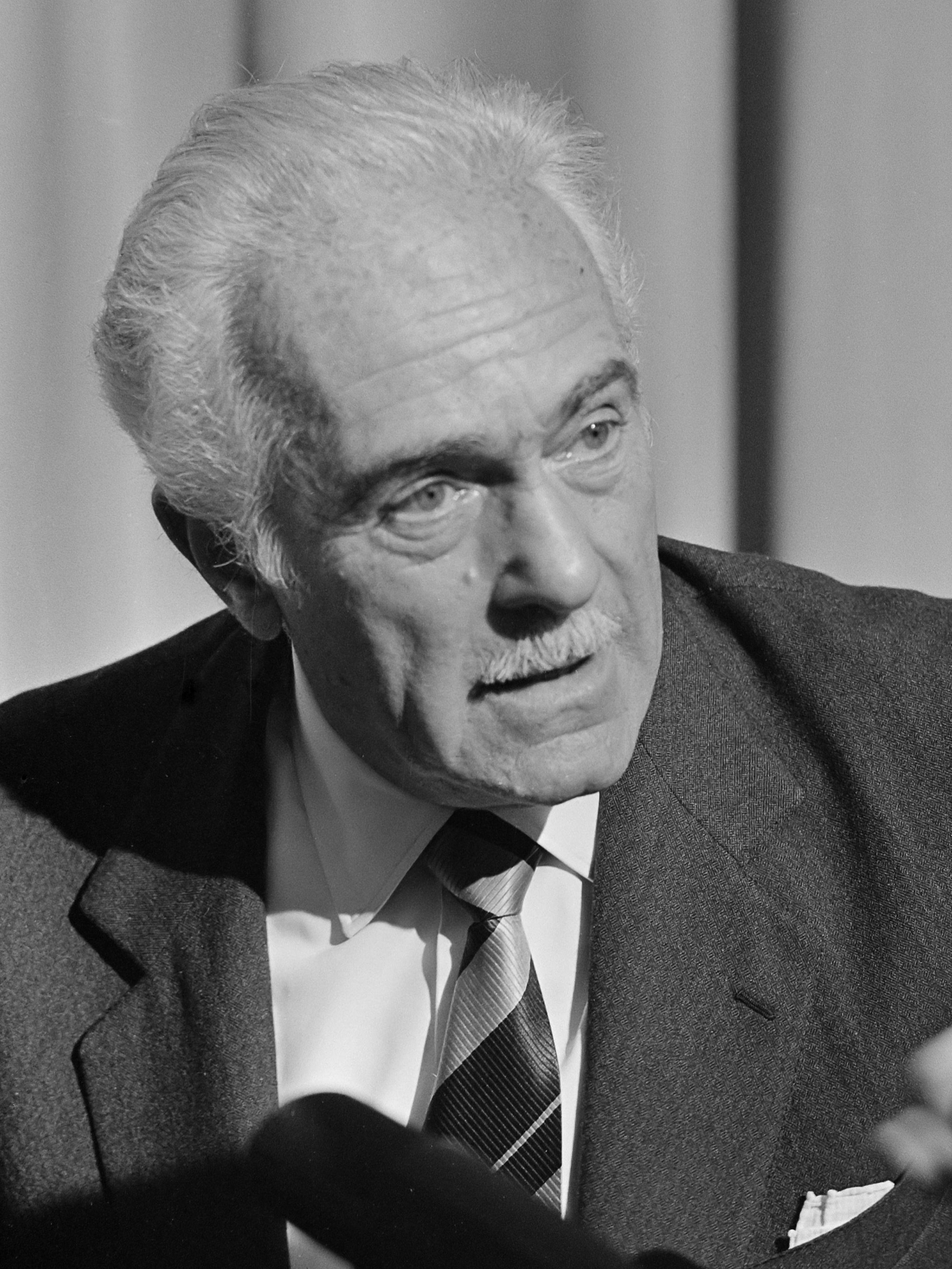
Aurelio Peccei
14 maart

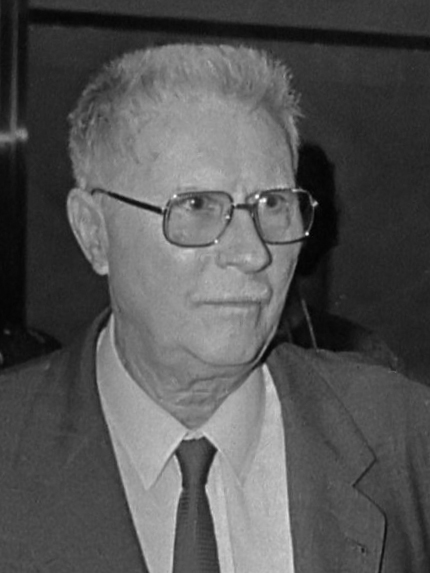
Jean Prouvé
23 maart

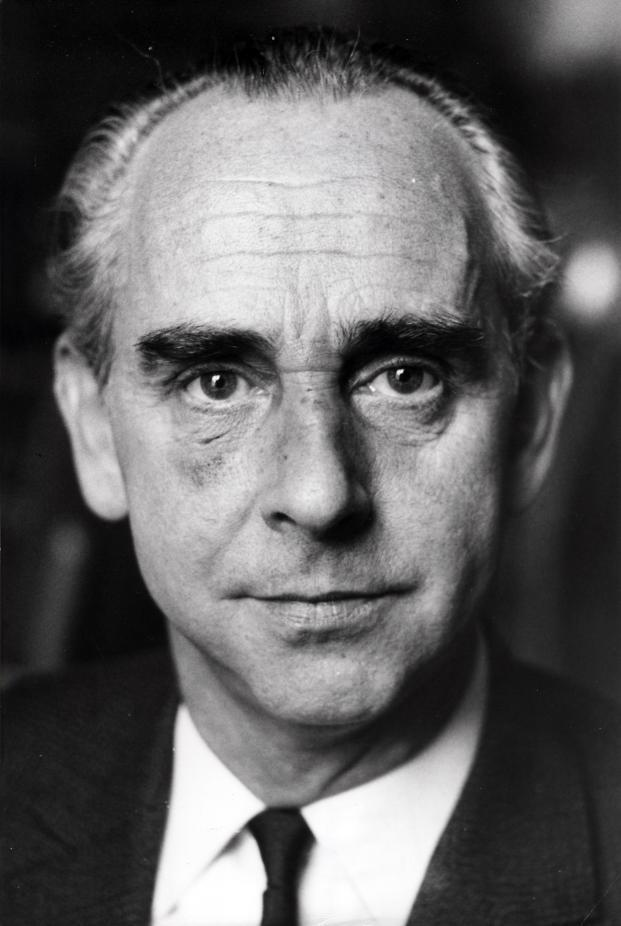
Wim van het Schip
23 maart

Ahmed Sékou Touré
26 maart

| 1 | 2 | 3 | 4 | 5 | 6 | 7 | 8 | 9 | 10 | 11 | 12 | 13 | 14 | 15 | 16 | 17 | 18 | 19 | 20 | 21 | 22 | 23 | 24 | 25 | 26 | 27 | 28 | 29 | 30 | 31 |
| - | - | - | - | - | - | - | - | - | -- | -- | -- | -- | -- | -- | -- | -- | -- | -- | -- | -- | -- | -- | -- | -- | -- | -- | -- | -- | -- | -- |

### 1 maart
- Jackie Coogan (69), Amerikaans acteur
- Riek Lotgering-Hillebrand (91), Nederlands radiopresentatrice
- Peter Walker (71), Brits autocoureur

### 2 maart
- Jef Verheyen (51), Belgisch kunstschilder

### 3 maart
- Dirk Durrer (65), Nederlands cardioloog en hoogleraar
- Mike Mosley (37), Amerikaans autocoureur

### 4 maart
- Désiré Mergam (79), Belgisch politicus

### 5 maart
- Pierre Cochereau (59), Frans organist
- Tito Gobbi (70), Italiaans operazanger
- Nico Gunzburg (101), Belgisch rechtsgeleerde
- William Powell (91), Amerikaans acteur

### 6 maart
- Martin Niemöller (92), Duits verzetsstrijder

### 7 maart
- Robert Bloch (95), Frans autocoureur
- Paul Rotha (76), Brits documentairemaker en filmhistoricus

### 9 maart
- Imogen Holst (76), Brits componiste en dirigente
- Kim Il (73), Noord-Koreaans politicus
- Willem Melis (76), Belgisch politicus

### 10 maart
- June Marlowe (80), Amerikaans actrice
- Eugene Poddany (64), Amerikaans componist
- Ad Schouten (42), Nederlands politicus
- Dino Shafeek (53), Bengalees acteur

### 12 maart
- Arnold Ridley (88), Brits toneelschrijver en acteur

### 13 maart
- François Le Lionnais (82), Frans wiskundige en scheikundige

### 14 maart
- Aurelio Peccei (75), Italiaans bestuurder

### 15 maart
- Coenraad Lodewijk Walther Boer (92), Nederlands dirigent
- Ken Carpenter (70), Amerikaans atleet
- Warner De Beuckelaer (84), Belgisch geestelijke

### 16 maart
- Charles Héger (81), Belgisch politicus

### 17 maart
- Tattoo Peter (58), Nederlands tatoeëerder

### 18 maart
- Wiel Hendrickx (76), Nederlands ruiter en ruitercoach
- Andres Soriano jr. (57), Filipijns ondernemer

### 19 maart
- Rie Haan (78), Belgisch architect en ontwerper
- Henry Halstead (86), Amerikaans orkestleider
- Garry Winogrand (56), Amerikaans fotograaf

### 20 maart
- Jean De Clercq (78), Belgisch voetballer

### 21 maart
- Pim Bazen (62), Nederlands burgemeester
- Willem Tholen (83), Nederlands gewichtheffer

### 23 maart
- Jean Prouvé (82), Frans architect en ontwerper
- Wim van het Schip (65), Nederlands politicus

### 24 maart
- Marie Howet (87), Belgisch kunstschilderes

### 25 maart
- Tom Jans (36), Amerikaans zanger

### 26 maart
- Koos van Gelder (75), Nederlands voetballer en scheidsrechter
- Antoine Meatchi (68), Togolees politicus
- Sergio Osmeña jr. (67), Filipijns politicus
- Ahmed Sékou Touré (62), president van Guinee

### 27 maart
- Isaac Forster (80), Senegalees rechter

### 29 maart
- Harry Jong Loy (82), Surinaams verteller

### 30 maart
- Fransje Carbasius (98), Nederlands kunstenares
- Karl Rahner (80), Duits theoloog
- William Frederick Santelmann (81), Amerikaans componist

## April

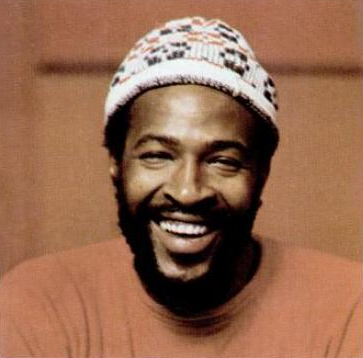
Marvin Gaye
1 april

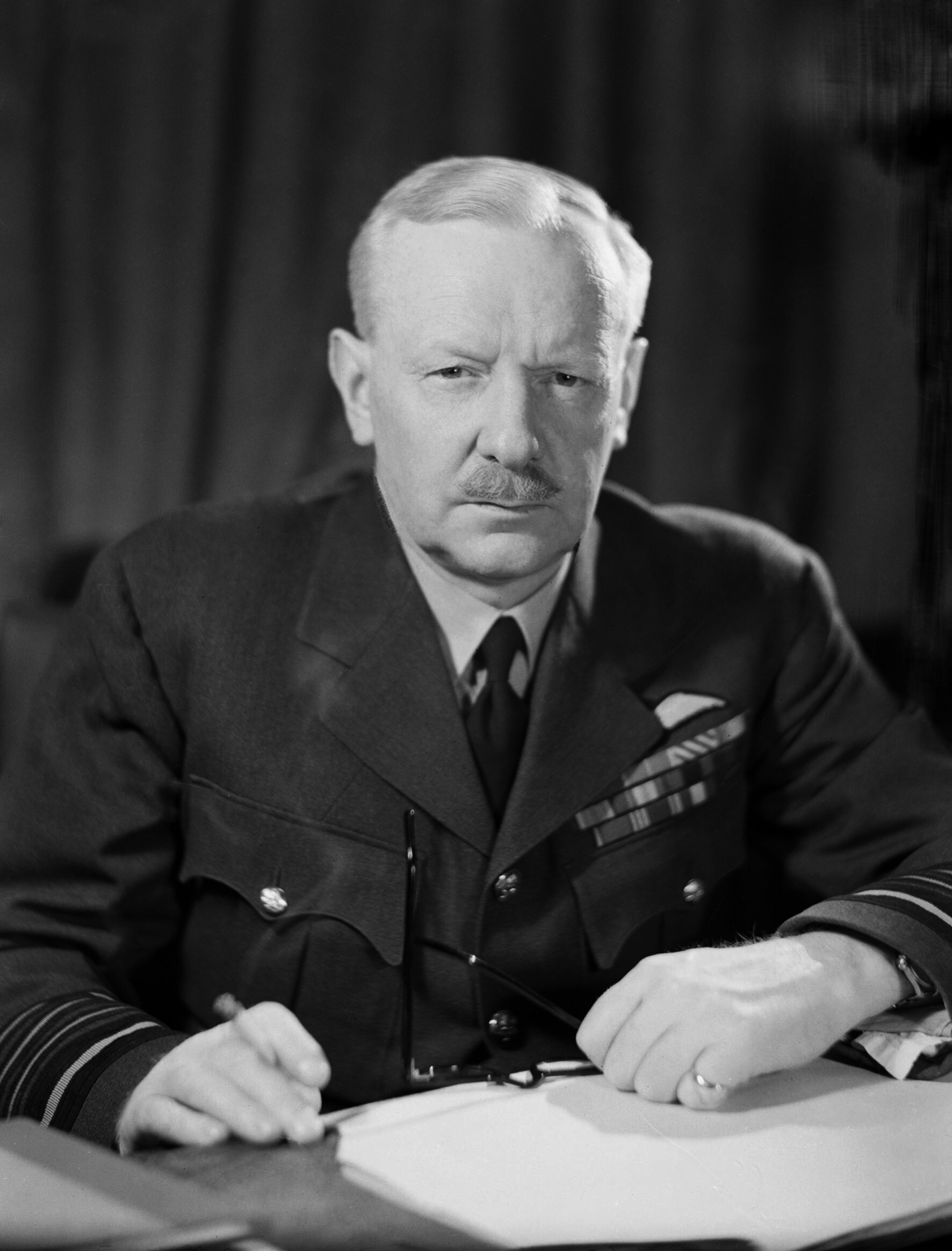
Arthur Harris
5 april

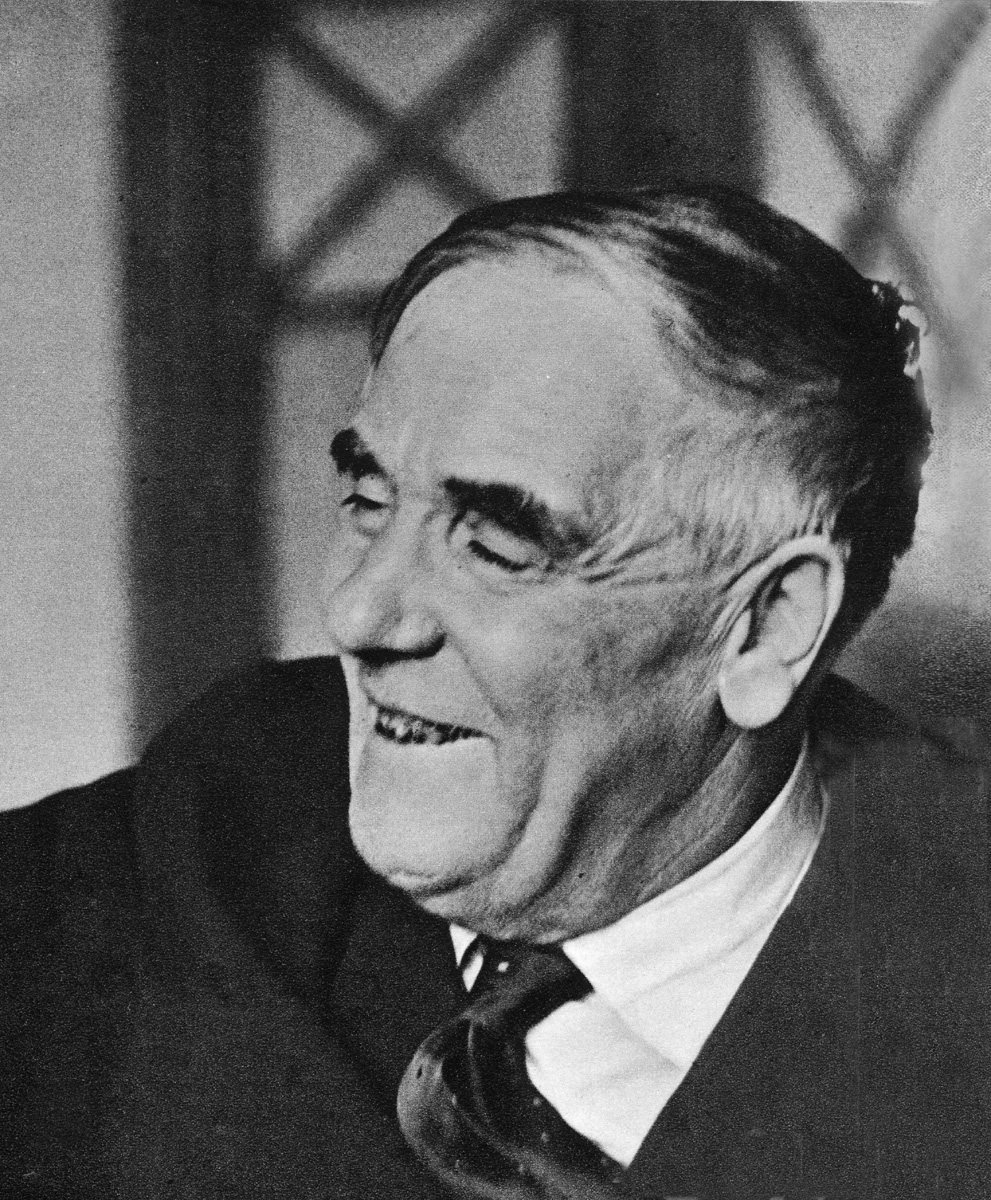
Pjotr Kapitsa
8 april

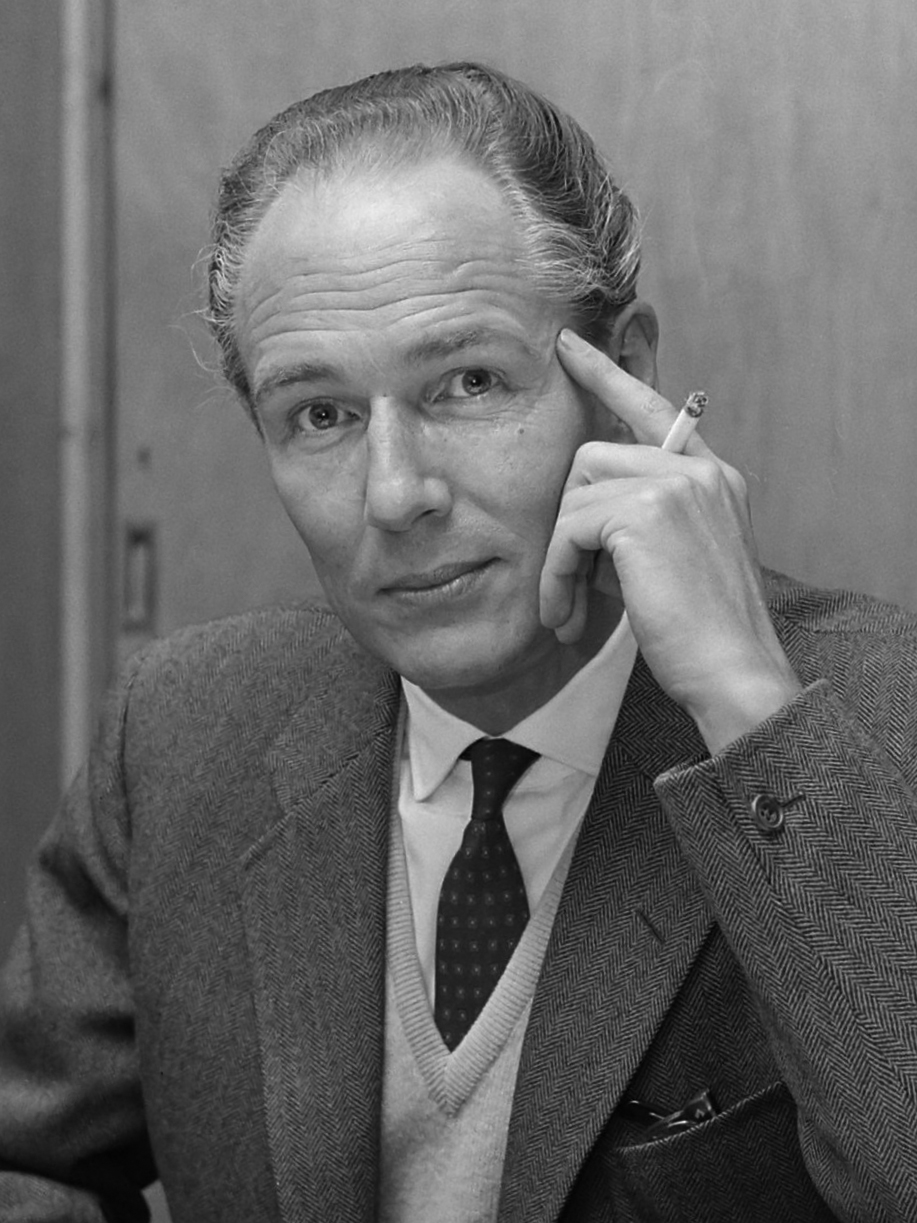
Guus Oster
19 april

Marcel Janco
21 april

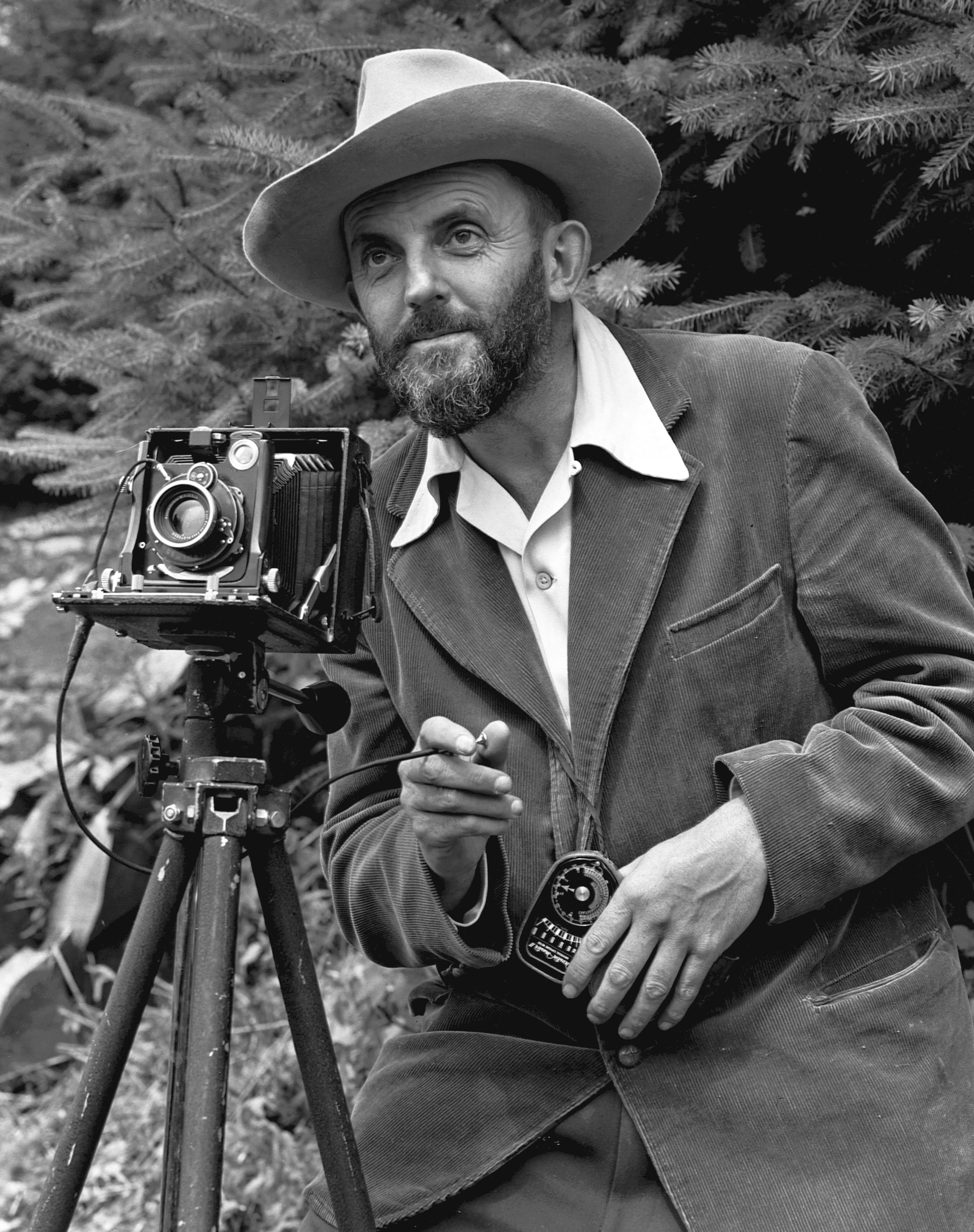
Ansel Adams
22 april

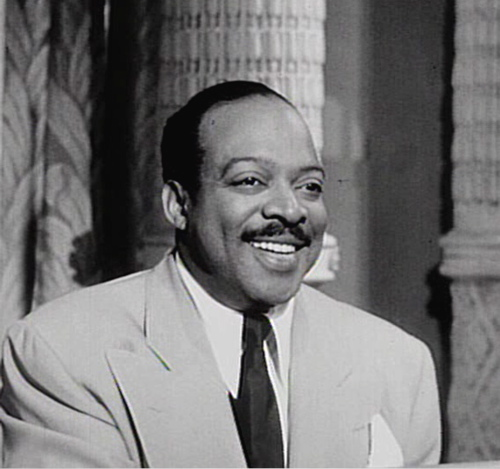
Count Basie
26 april

| 1 | 2 | 3 | 4 | 5 | 6 | 7 | 8 | 9 | 10 | 11 | 12 | 13 | 14 | 15 | 16 | 17 | 18 | 19 | 20 | 21 | 22 | 23 | 24 | 25 | 26 | 27 | 28 | 29 | 30 |
| - | - | - | - | - | - | - | - | - | -- | -- | -- | -- | -- | -- | -- | -- | -- | -- | -- | -- | -- | -- | -- | -- | -- | -- | -- | -- | -- |

### 1 april
- Marvin Gaye (44), Amerikaans soulzanger

### 2 april
- Ernst van Aaken (73), Duits sportarts en atletiektrainer

### 3 april
- Jack Middelburg (31), Nederlands motorcoureur

### 4 april
- Oleg Antonov (78), Russisch vliegtuigbouwer
- Clemens De Landtsheer (89), Belgisch politiek activist

### 5 april
- Arthur Harris (91), Brits militair leider
- Theo Koomen (54), Nederlands sportverslaggever
- Leonard Antoon Hubert Peters (83), Nederlands politicus
- Wim van de Plas (71), Nederlands kunstschilder
- Bé Thoden van Velzen (80), Nederlands beeldhouwer
- Giuseppe Tucci (89), Italiaans archeoloog en oriëntalist

### 7 april
- Laurens ten Cate (61), Nederlands journalist en publicist

### 8 april
- Pjotr Kapitsa (89), Sovjet-Russisch natuurkundige
- Adriaan Kievits (56), Nederlands burgemeester
- Ioannis Paraskevopoulos (83), Grieks politicus

### 9 april
- Jan Chapelle (73), Belgisch atleet
- Willem Sandberg (86), Nederlands ontwerper en museumdirecteur

### 10 april
- Servílio de Jesus (69), Braziliaans voetballer
- Sjoerd Zeldenthuis (75), Nederlands schaatser

### 13 april
- Ralph Kirkpatrick (72), Amerikaans klavecinist en musicoloog

### 15 april
- Tommy Cooper (63), Brits komiek

### 16 april
- Barry Gray (75), Brits componist

### 17 april
- Mark Wayne Clark (87),  Amerikaans militair leider

### 18 april
- Henri Cugnon (70), Belgisch politicus

### 19 april
- Hubert Leruse (70), Belgisch politicus
- Guus Oster (68), Nederlands acteur en schouwburgdirecteur
- Gustav Scheck (82), Duits fluitist

### 21 april
- Marcel Janco (88), Israëlisch schilder en architect

### 22 april
- Ansel Adams (82), Amerikaans fotograaf

### 23 april
- Red Garland (60), Amerikaans jazzpianist
- Juan Tizol (83), Amerikaans jazztrombonist

### 24 april
- Rodolphe Meyer de Schauensee (83), Amerikaans ornitholoog

### 26 april
- Arnold Ap (38), West-Papoeaans vrijheidsstrijder en cultureel leider
- Count Basie (79), Amerikaans pianist en bigbandleider
- May McAvoy (84), Amerikaans actrice

### 28 april
- Piet Kraak (63), Nederlands voetballer
- Gerhard Maasz (78), Duits componist en musicus

### 29 april
- Angel Metodiev (63), Bulgaars kunstschilder

### 30 april
- Jo Thijsse (91), Nederlands waterbouwkundige
- Albert Westerlinck (70), Belgisch dichter, schrijver en priester

## Mei

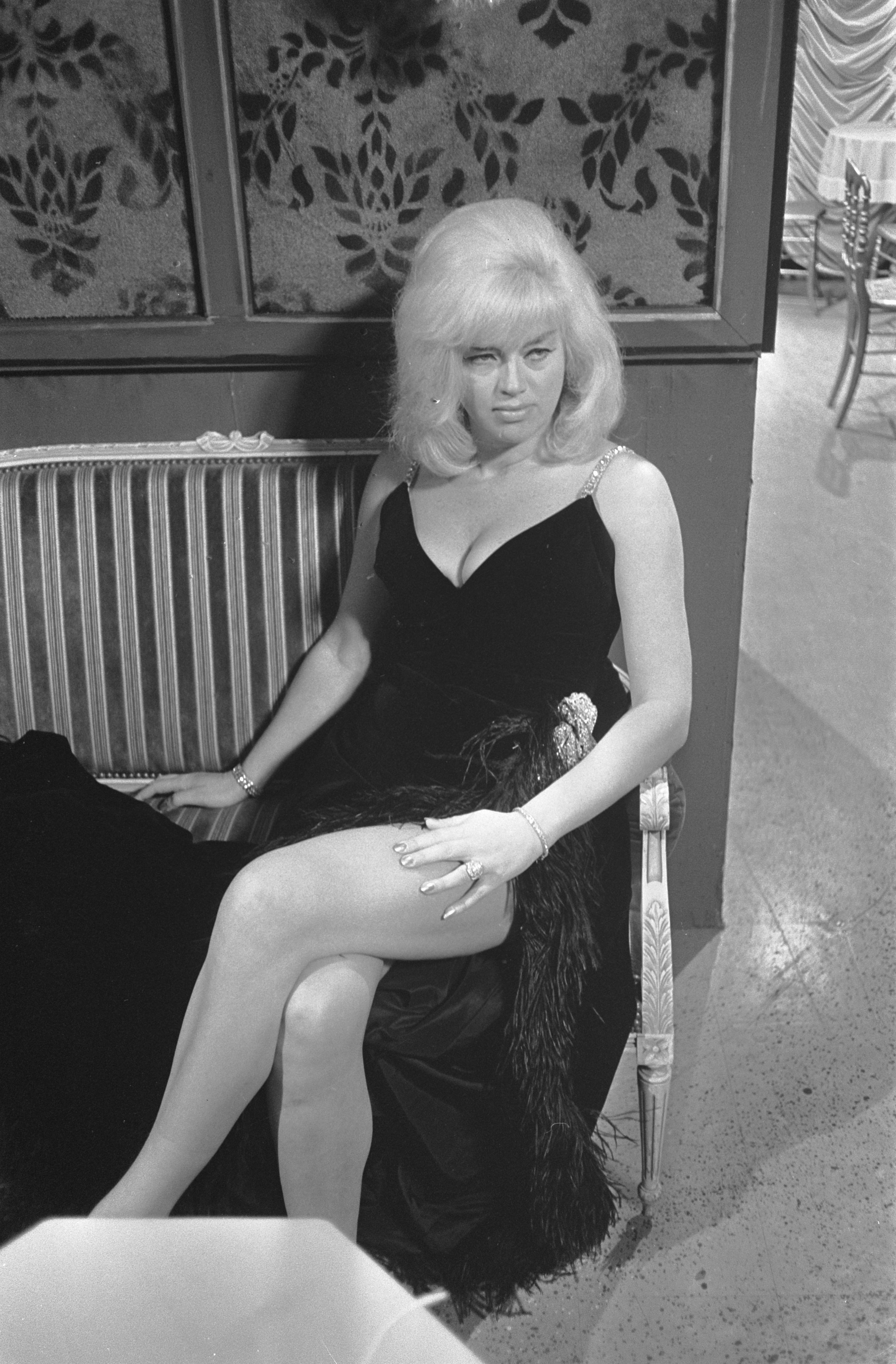
Diana Dors
4 mei

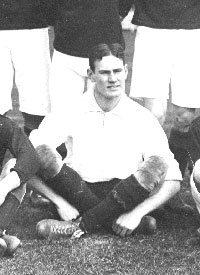
Just Göbel
5 mei

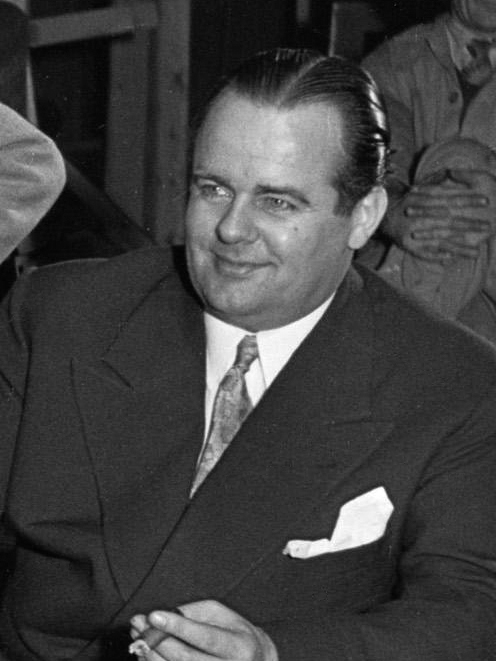
Joop Geesink
13 mei

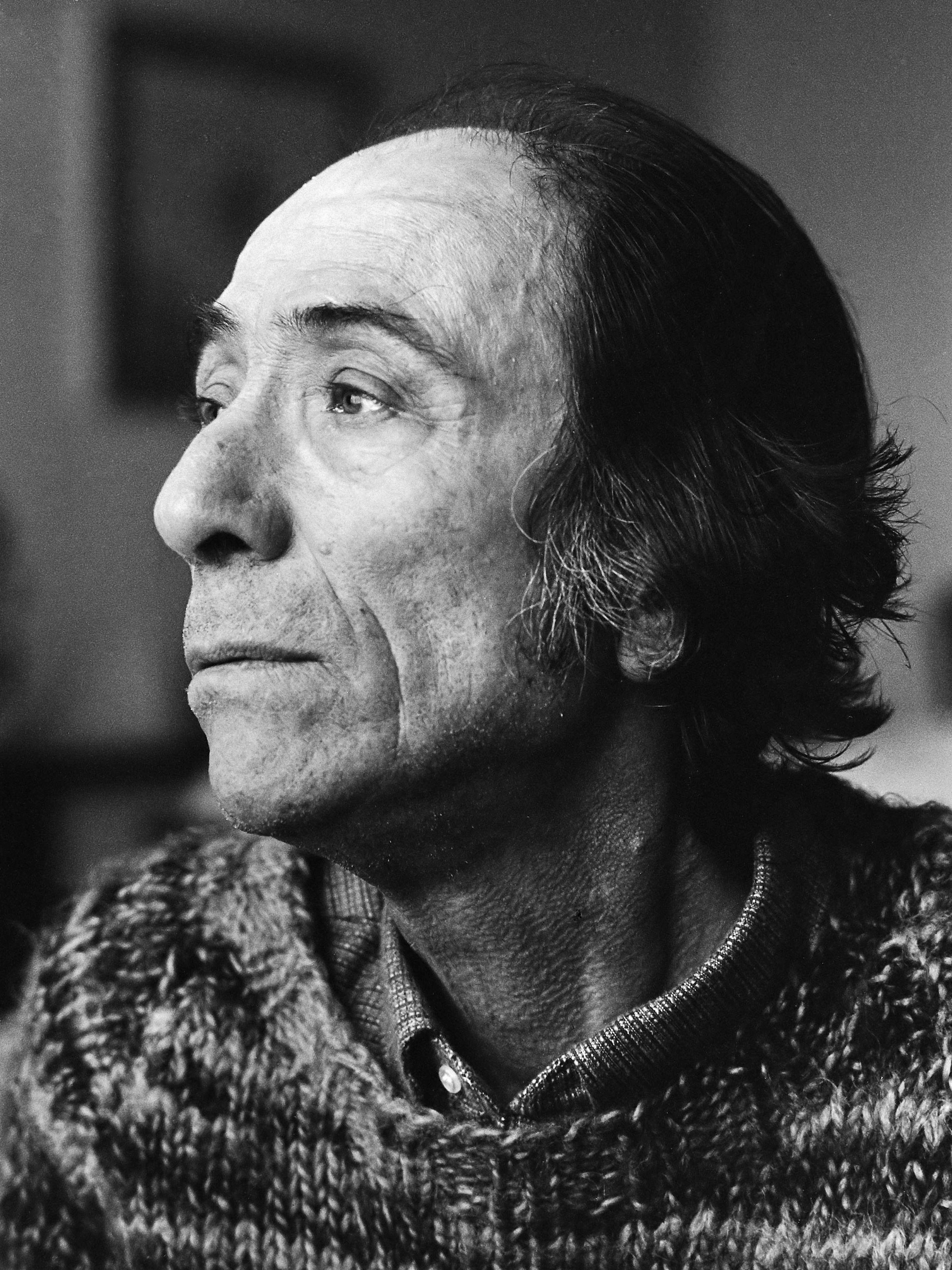
Wessel Couzijn
16 mei

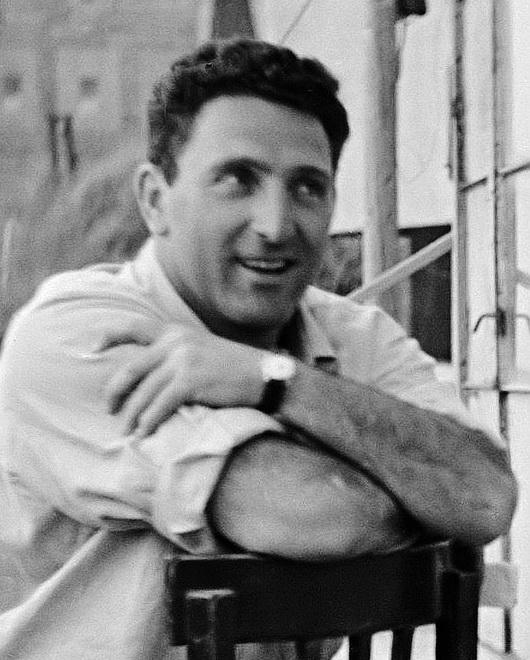
Irwin Shaw
16 mei

Karl-August Fagerholm
22 mei

| 1 | 2 | 3 | 4 | 5 | 6 | 7 | 8 | 9 | 10 | 11 | 12 | 13 | 14 | 15 | 16 | 17 | 18 | 19 | 20 | 21 | 22 | 23 | 24 | 25 | 26 | 27 | 28 | 29 | 30 | 31 |
| - | - | - | - | - | - | - | - | - | -- | -- | -- | -- | -- | -- | -- | -- | -- | -- | -- | -- | -- | -- | -- | -- | -- | -- | -- | -- | -- | -- |

### 2 mei
- Smith Ballew (82), Amerikaans jazz- en countryzanger

### 3 mei
- Piet Van Aken (64), Belgisch schrijver

### 4 mei
- Diana Dors (52), Brits actrice
- Charles Gérard (86), Belgisch politicus

### 5 mei
- Just Göbel (92), Nederlands voetballer

### 6 mei
- Ramon Cojuangco (59), Filipijns ondernemer

### 8 mei
- Gino Bianco (67), Braziliaans autocoureur
- Armando Del Debbio (79), Braziliaans voetballer

### 9 mei
- Nudie Cohn (81), Amerikaans modeontwerper
- Sergej Salnikov (58), Sovjet voetballer en trainer

### 10 mei
- Joaquim Agostinho (41), Portugees wielrenner

### 11 mei
- Toni Turek (65), Duits voetballer

### 12 mei
- Alice Eckenstein (94), Zwitsers hulpverlener
- Herman Johannes Schilder (68), Nederlands predikant

### 13 mei
- Joop Geesink (71), Nederlands filmproducent
- Stanisław Marcin Ulam (75), Pools-Amerikaans wiskundige

### 14 mei
- Rutger Langaskens (70), Belgisch architect en politicus
- Walter Rauff (77), Duits oorlogsmisdadiger

### 15 mei
- Francis Schaeffer (72), Amerikaans filosoof, theoloog en predikant

### 16 mei
- Wessel Couzijn (71), Nederlands beeldhouwer
- Andy Kaufman (35), Amerikaans stand-upcomedian en acteur
- Irwin Shaw (71), Amerikaans schrijver

### 19 mei
- John Betjeman (77), Brits dichter
- Bill Holland (76), Amerikaans autocoureur
- Johannes Arnoldus Sicco Holland (78), Nederlands burgemeester

### 20 mei
- Leopold van Liechtenstein (0), lid Liechtensteinse vorstenhuis
- André Poffé (62), Belgisch politicus
- Pieter Zaaijer (107), oudste man van Nederland

### 21 mei
- Jeu Sijbers (54), Nederlands voetballer

### 22 mei
- Karl-August Fagerholm (82), Fins politicus
- Laurent Grimmonprez (81), Belgisch voetballer
- Maja van Langeveld-Berkel (50), Nederlands politicus
- John Marley (76), Amerikaans acteur
- Valeri Voronin (44), Sovjet-voetballer

### 23 mei
- Jo Stroomberg (65), Nederlands zwemster

### 24 mei
- Louis Ignacio-Pinto (80), Benins rechter
- Vince McMahon Sr. (69), Amerikaans sportbestuurder

### 25 mei
- Piet Ketting (78), Nederlands componist

### 26 mei
- Waldemar Grzimek (65), Duits beeldhouwer

### 29 mei
- Santo Pecora (82), Amerikaans jazztrombonist

### 31 mei
- Kim Sung-gan (71), Japans voetballer
- Bruno Wüstenberg (72), Duits geestelijke

## Juni

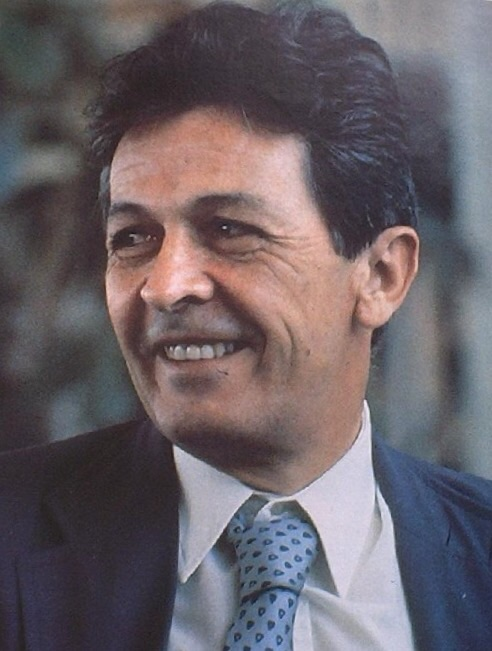
Enrico Berlinguer
11 juni

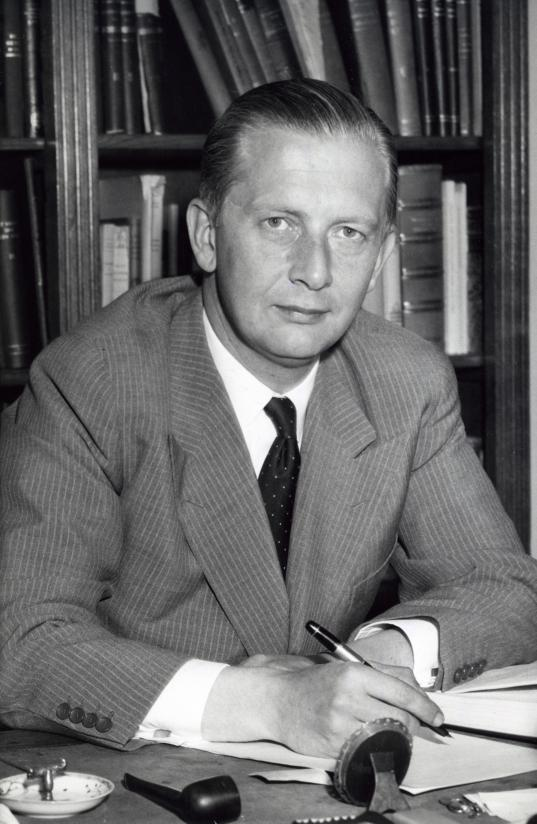
Ynso Scholten
13 juni

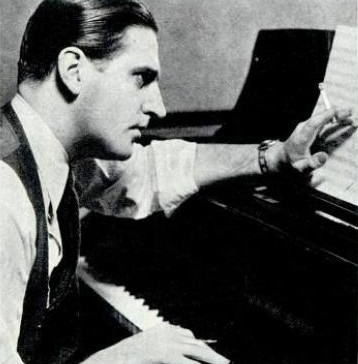
Meredith Willson
15 juni

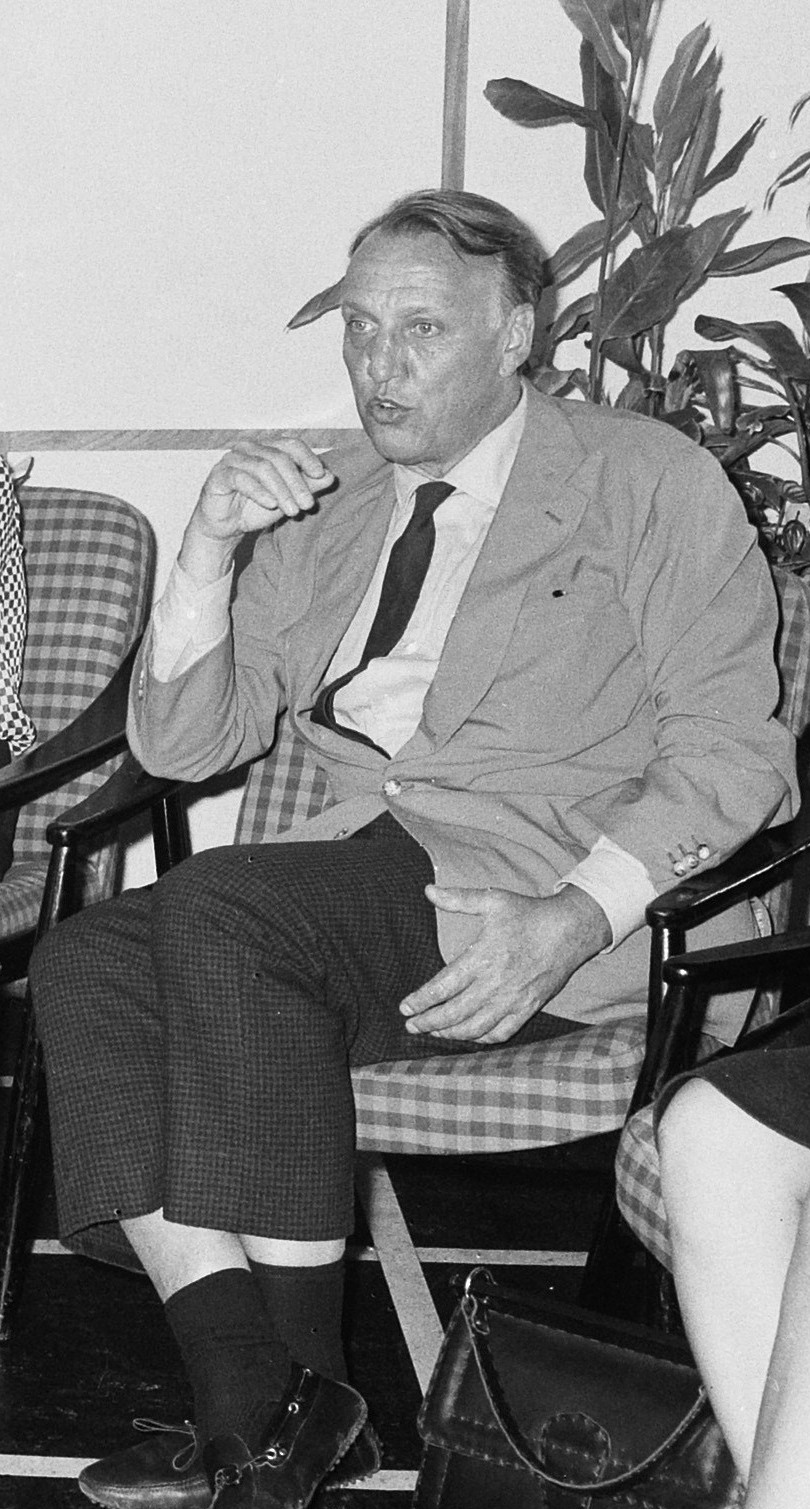
Joseph Losey
22 juni

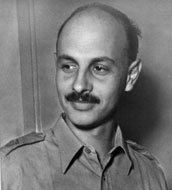
Yigael Yadin
28 juni

| 1 | 2 | 3 | 4 | 5 | 6 | 7 | 8 | 9 | 10 | 11 | 12 | 13 | 14 | 15 | 16 | 17 | 18 | 19 | 20 | 21 | 22 | 23 | 24 | 25 | 26 | 27 | 28 | 29 | 30 |
| - | - | - | - | - | - | - | - | - | -- | -- | -- | -- | -- | -- | -- | -- | -- | -- | -- | -- | -- | -- | -- | -- | -- | -- | -- | -- | -- |

### 1 juni
- Bastiaan Sjerp (69), Nederlands militair
- Theodoor Philibert Tromp (80), Nederlands politicus

### 2 juni
- Fernando Zóbel de Ayala (59), Filipijns kunstschilder en -verzamelaar

### 4 juni
- Jules Vermandele (86), Belgisch politicus

### 5 juni
- Frederick Stratten Russell (86), Brits bioloog

### 7 juni
- Franciscus Johannes Maria Smits van Oyen (88), Nederlands politicus
- Rudolf Stahl (72), Duits handbalspeler

### 8 juni
- Gordon Jacob (88), Brits componist
- Dick Stins (69), Nederlands beeldhouwer

### 9 juni
- Pim Hofdorp (72), Nederlands schrijver

### 11 juni
- Enrico Berlinguer (62), Italiaans politicus
- Margaret Farrar (87), Amerikaans journalist

### 13 juni
- Ynso Scholten (66), Nederlands politicus

### 14 juni
- Juhani Järvinen (49), Fins schaatser
- Teodoro Kalaw jr. (71), Filipijns ondernemer
- André Saint-Rémy (71), Belgisch politicus
- August Smets (61), Belgisch politicus

### 15 juni
- Meredith Willson (82),  Amerikaans componist, dirigent en fluitist

### 19 juni
- Lee Krasner (75), Amerikaans kunstschilder
- Wladimir Vogel (88), Zwitsers componist

### 20 juni
- Leonardus Cornelius Michels (96), Nederlands taalkundige
- Estelle Winwood (101), Brits actrice

### 22 juni
- Joseph Losey (75), Amerikaans filmregisseur

### 23 juni
- Nol van Mullekom (68), Nederlands kunstschilder en tekenaar

### 24 juni
- William Keighley (94), Amerikaans acteur en regisseur

### 25 juni
- Michel Foucault (58), Frans filosoof

### 27 juni
- Robert Goffin (86), Belgisch dichter en schrijver
- Oswald Jacoby (81), Amerikaans bridgespeler

### 28 juni
- Claude Chevalley (75), Frans wiskundige
- Norbert Kricke (61), Duits beeldhouwer
- Yigael Yadin (67), Israëlisch politicus

### 29 juni
- Victor Bodson (82), Luxemburgs politicus
- Henri Fabre (101), Frans vliegtuigbouwer
- Lambertus Slok (79), Nederlands geestelijke

### 30 juni
- Lillian Hellman (79), Amerikaans toneelschrijfster

## Juli

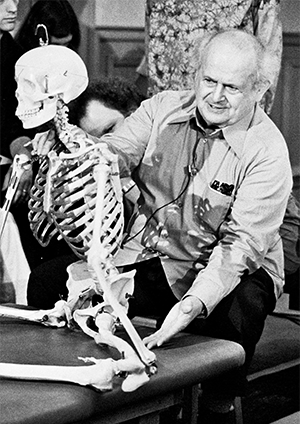
Moshé Feldenkrais
1 juli

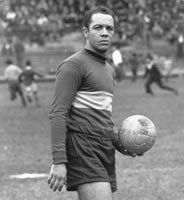
Paulo Valentim
9 juli

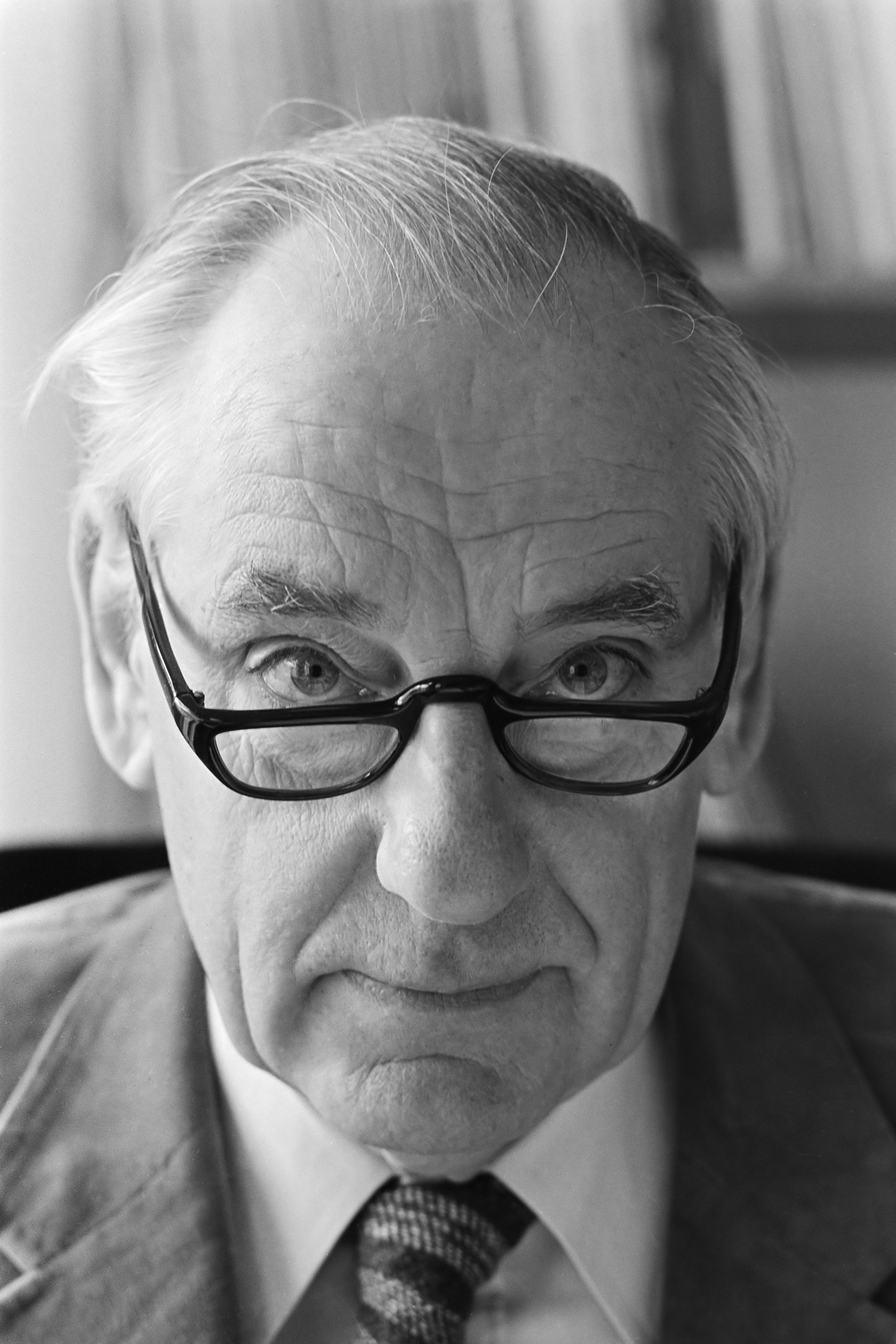
Geert Lubberhuizen
18 juli

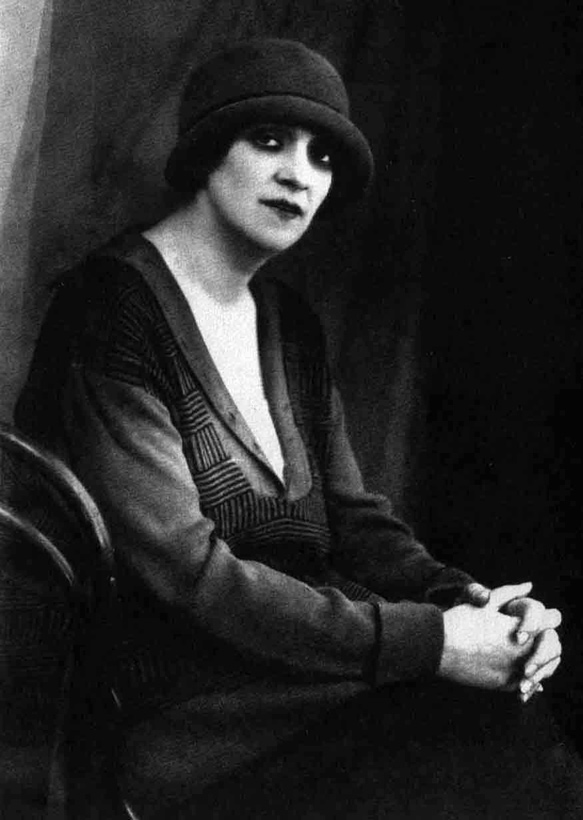
Faina Ranevskaja
19 juli

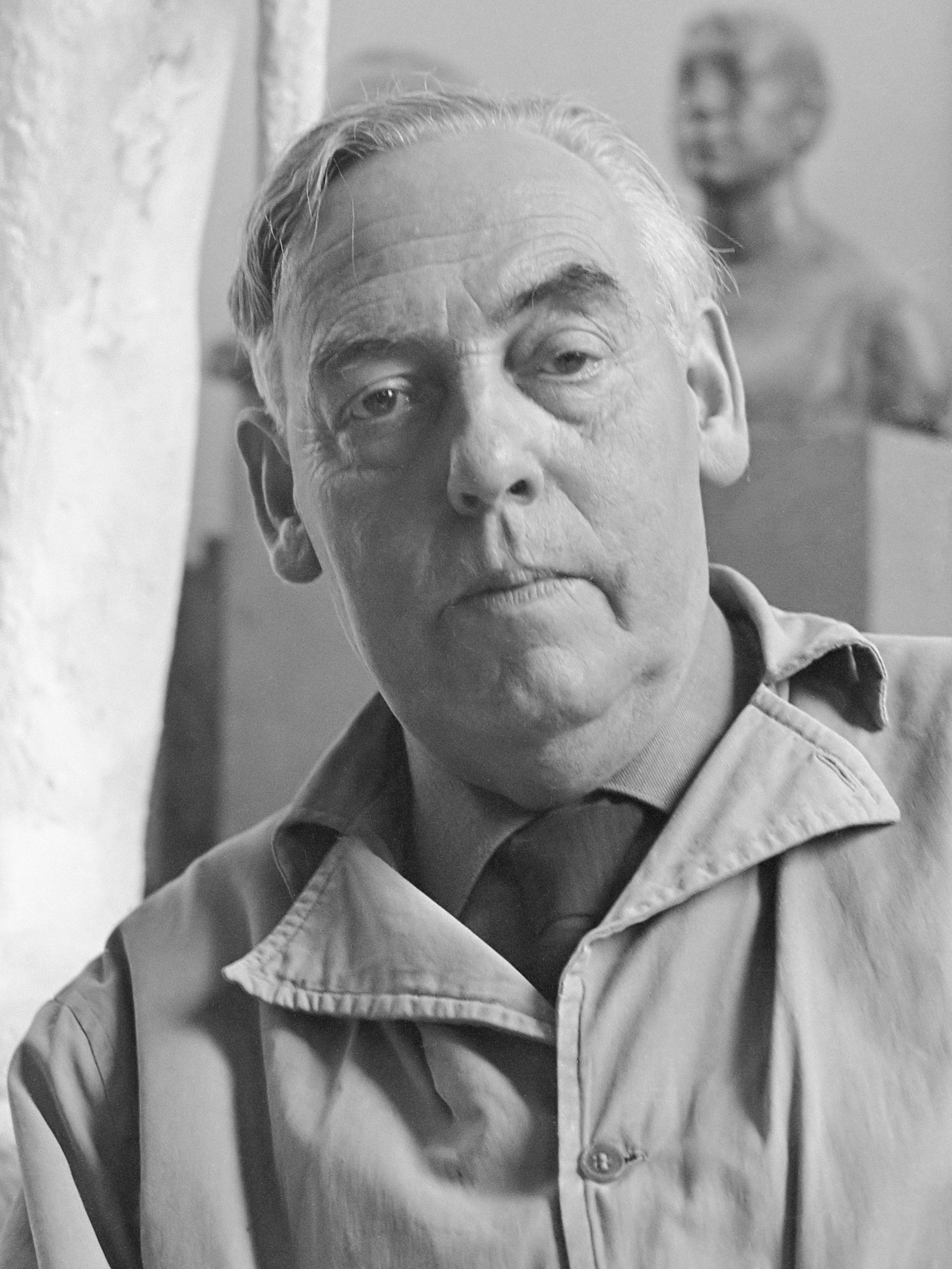
Han Wezelaar
21 juli

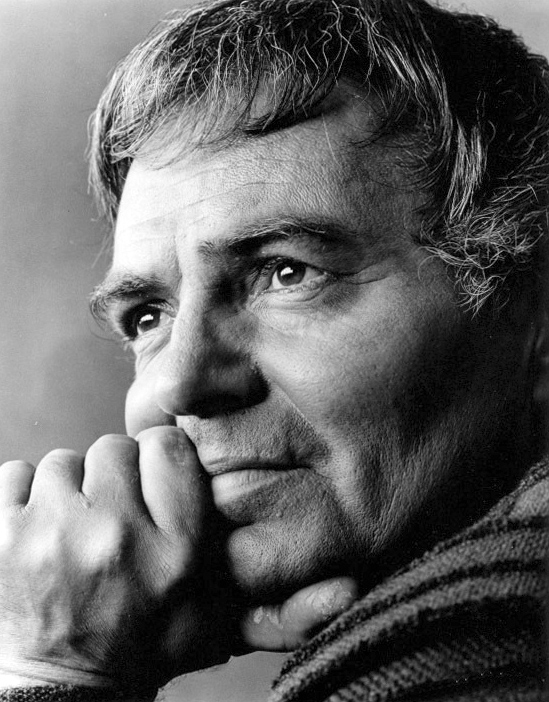
James Mason
27 juli

| 1 | 2 | 3 | 4 | 5 | 6 | 7 | 8 | 9 | 10 | 11 | 12 | 13 | 14 | 15 | 16 | 17 | 18 | 19 | 20 | 21 | 22 | 23 | 24 | 25 | 26 | 27 | 28 | 29 | 30 | 31 |
| - | - | - | - | - | - | - | - | - | -- | -- | -- | -- | -- | -- | -- | -- | -- | -- | -- | -- | -- | -- | -- | -- | -- | -- | -- | -- | -- | -- |

### 1 juli
- Moshé Feldenkrais (80), Israëlisch natuurkundige

### 3 juli
- Ernesto Mascheroni (76), Uruguayaans voetballer
- Raoul Salan (85), Frans militair leider

### 5 juli
- Gaston Vandermeulen (79), Belgisch acteur

### 7 juli
- Brassaï (84), Frans fotograaf
- Dirk Hannema (87), Nederlands museumdirecteur
- Flora Robson (82), Brits actrice
- Tim (69), Braziliaans voetballer en voetbaltrainer

### 9 juli
- Randall Thompson (85), Amerikaans componist
- Paulo Valentim (51), Braziliaans voetballer

### 11 juli
- Caspar John (81), Brits militair leider
- Karel Mengelberg (81), Nederlands dirigent en componist
- C.A.J. Salman (54), Nederlands burgemeester

### 12 juli
- Omer Smet (93), Belgisch atleet

### 13 juli
- Marinus de Jong (93), Belgisch componist en pianist

### 16 juli
- Simon van Marion (76), Nederlands politicus

### 17 juli
- Dave Baan (76), Nederlands bokser
- Karl Wolff (84), Duits militair leider

### 18 juli
- Geert Lubberhuizen (68), Nederlands verzetsstrijder en uitgever

### 19 juli
- Bauke van Hout (66), Nederlands burgemeester
- Faina Ranevskaja (87), Russisch actrice
- Gerardus Anthonius Stolwijk (65), Nederlands burgemeester

### 20 juli
- Jim Fixx (52), Amerikaans journalist en auteur
- Gail Kubik (69), Amerikaans componist

### 21 juli
- Jan Cottaar (69), Nederlands sportverslaggever
- Han Wezelaar (82), Nederlands beeldhouwer

### 22 juli
- Barend van der Veen (75), Nederlands schaatser

### 23 juli
- Achiel Buysse (65), Belgisch wielrenner

### 24 juli
- Vincent Cossée de Maulde (90), Belgisch politicus

### 25 juli
- Vladimir Koretski (94), Russisch rechtsgeleerde

### 26 juli
- George Gallup (82), Amerikaans statisticus
- Ed Gein (77), Amerikaans seriemoordenaar

### 27 juli
- James Mason (75), Brits acteur

### 29 juli
- Roger De Kinder (65), Belgisch politicus
- André-Victor Lynen (95), Belgisch kunstschilder

### 30 juli
- Antony Fennema (82), Nederlands roeier

### 31 juli
- Paul Le Flem (103), Frans componist

## Augustus

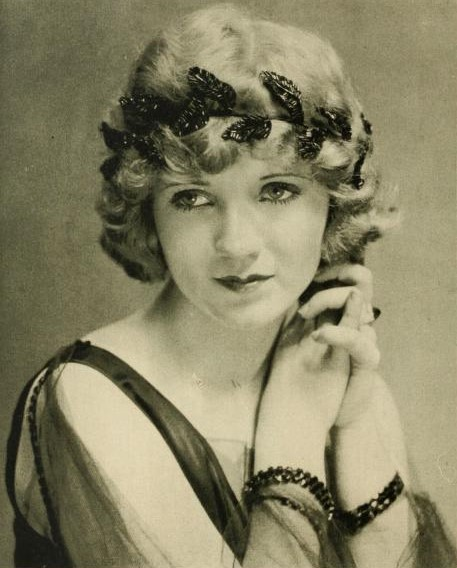
Mary Miles Minter
4 augustus

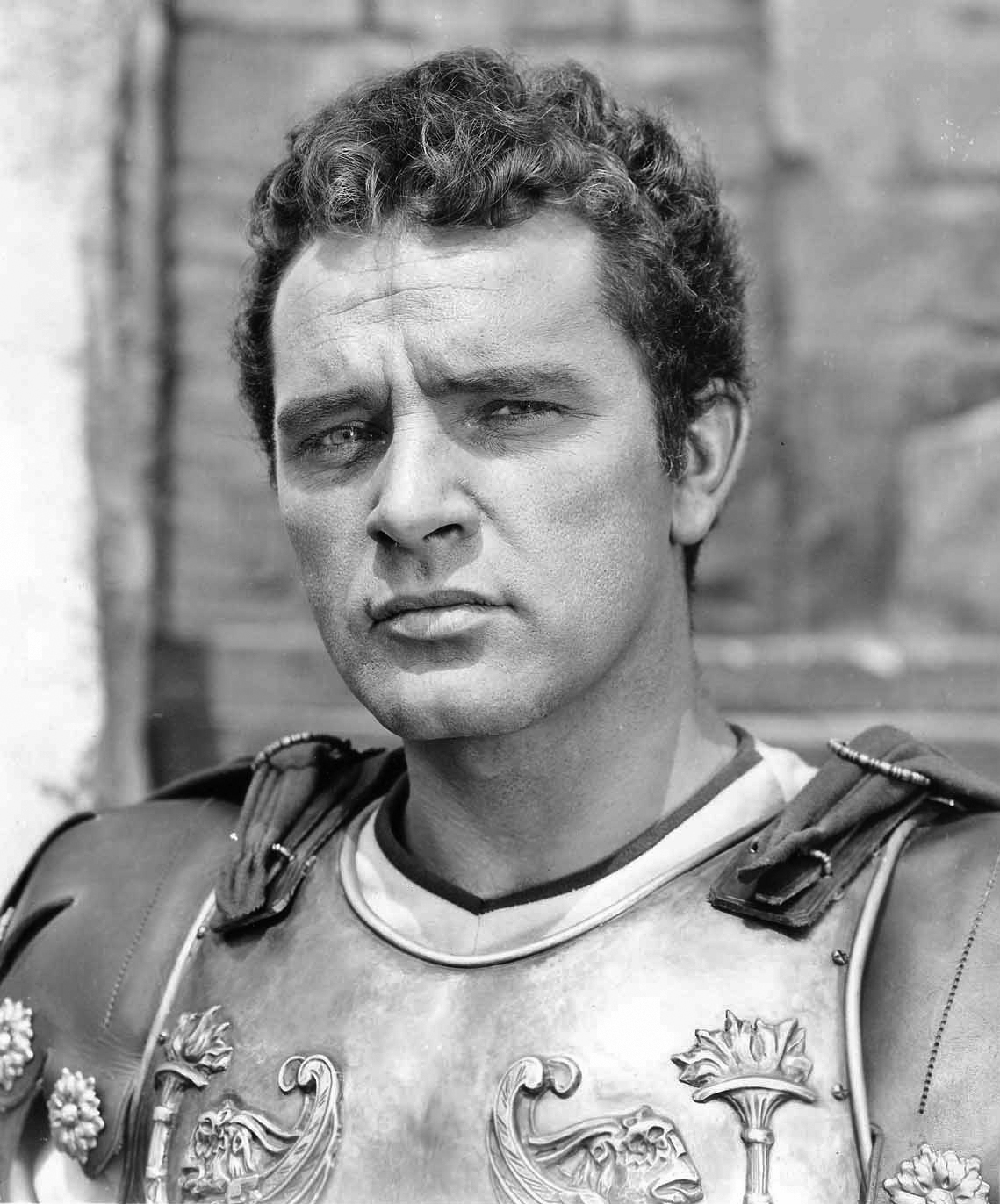
Richard Burton
5 augustus

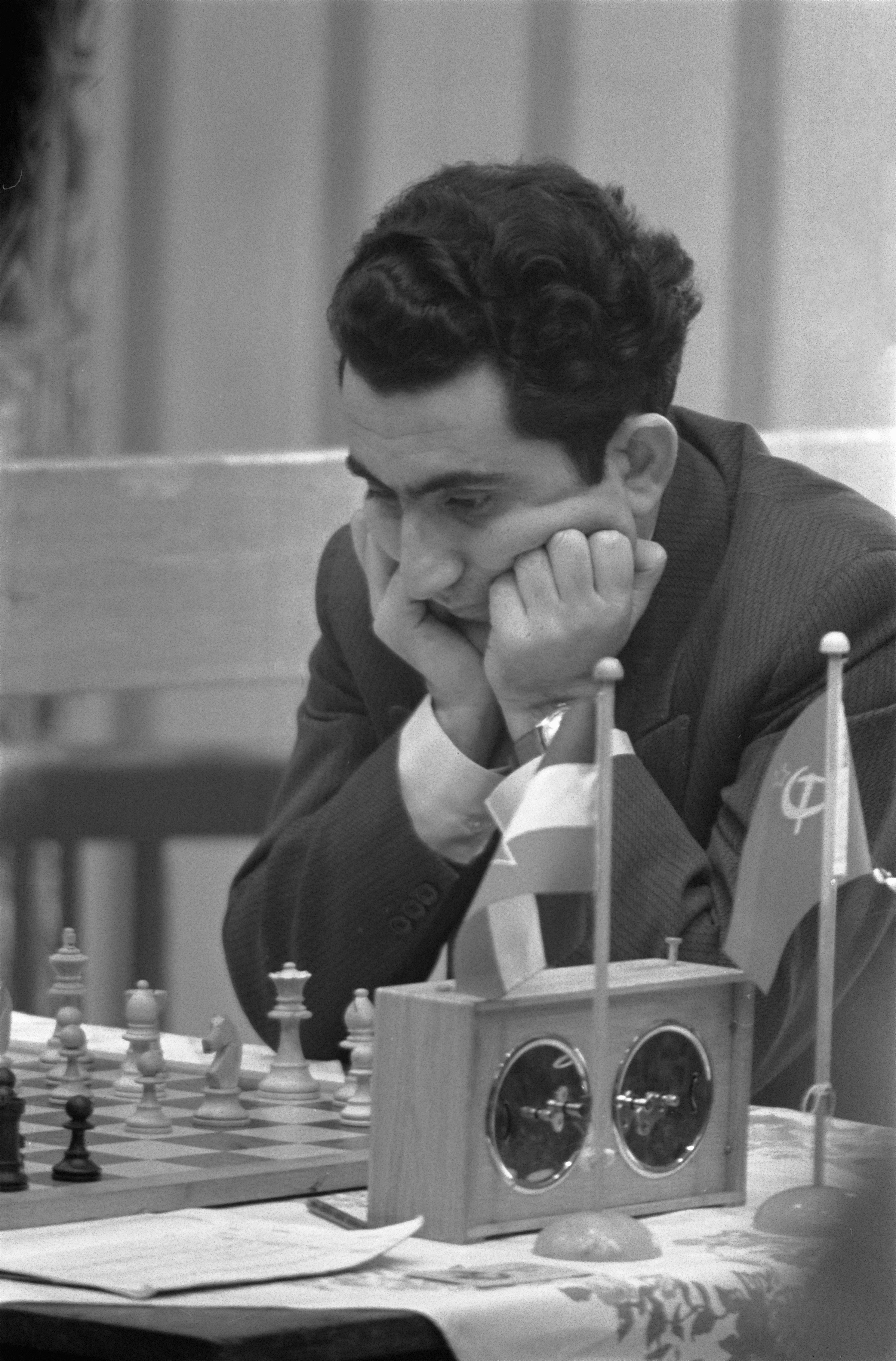
Tigran Petrosjan
13 augustus

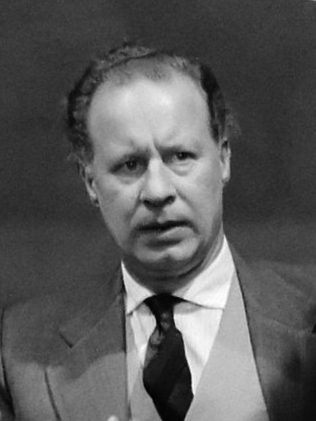
Jan Retèl
17 augustus

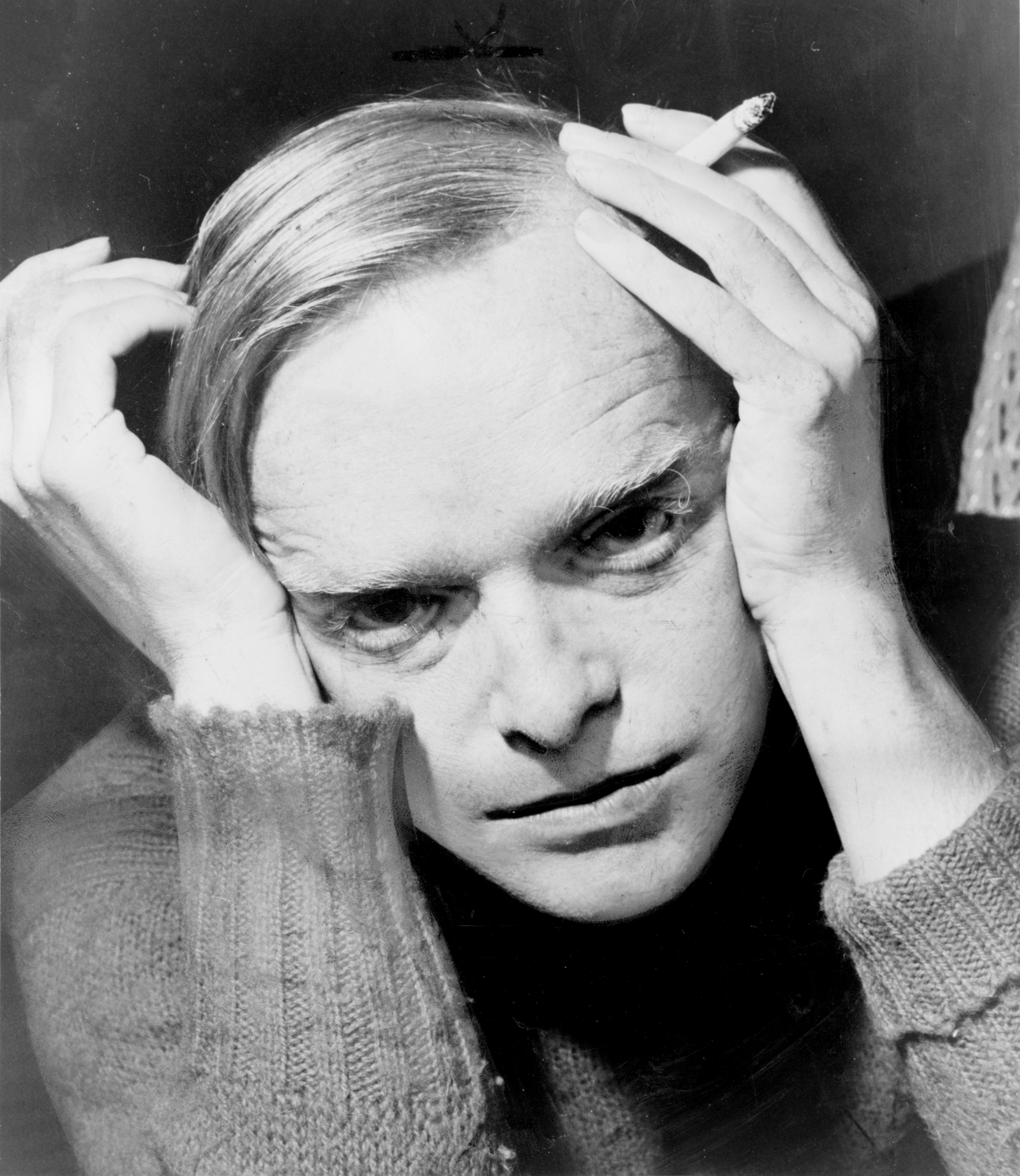
Truman Capote
25 augustus

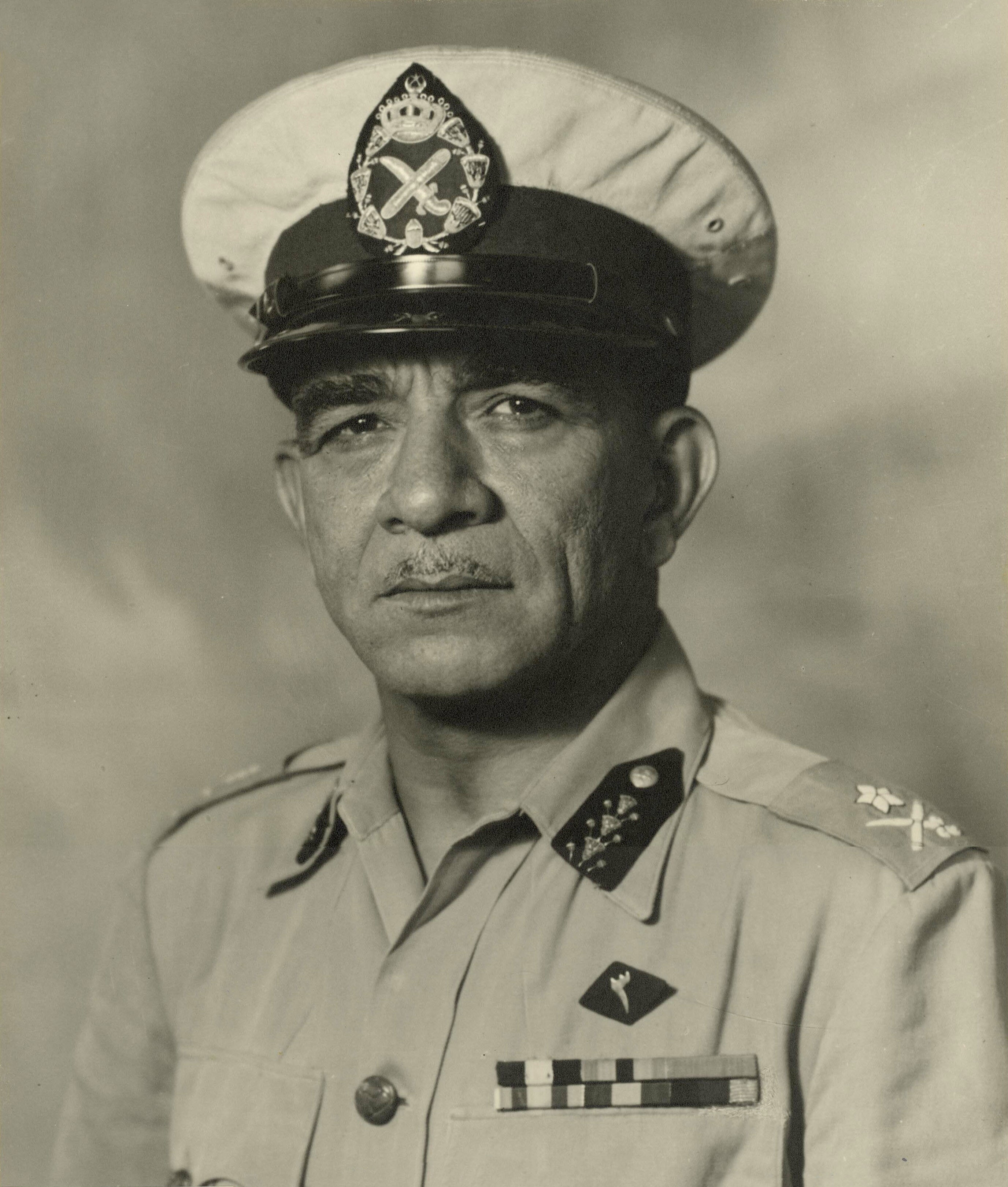
Mohammed Naguib
28 augustus

| 1 | 2 | 3 | 4 | 5 | 6 | 7 | 8 | 9 | 10 | 11 | 12 | 13 | 14 | 15 | 16 | 17 | 18 | 19 | 20 | 21 | 22 | 23 | 24 | 25 | 26 | 27 | 28 | 29 | 30 | 31 |
| - | - | - | - | - | - | - | - | - | -- | -- | -- | -- | -- | -- | -- | -- | -- | -- | -- | -- | -- | -- | -- | -- | -- | -- | -- | -- | -- | -- |

### 2 augustus
- Hans Kolfschoten (80), Nederlands politicus

### 3 augustus
- Hector Goemans (68), Belgisch politicus
- Elly van Stekelenburg (83), Nederlands actrice
- Vladimir Tendrjakov (60), Russisch schrijver

### 4 augustus
- Mary Miles Minter (82), Amerikaans actrice
- Babe Russin (73), Amerikaans saxofonist

### 5 augustus
- Richard Burton (58), Brits acteur
- Jan Vercammen (77), Belgisch dichter en schrijver

### 6 augustus
- Jakob Klok (91), Nederlands burgemeester

### 7 augustus
- Ann Christy (38), Belgisch zangeres

### 9 augustus
- Jetje Cabanier (92), Belgisch actrice
- Hans Hopster (86), Nederlands voetbalbestuurder

### 11 augustus
- Marcel Balsa (83), Frans autocoureur

### 13 augustus
- Jules François (77), Belgisch medicus
- Tigran Petrosjan (55), Armeense schaker

### 14 augustus
- J.B. Priestley (89), Brits toneelschrijver

### 15 augustus
- Alex Asperslagh (83), Nederlands kunstschilder
- Norman Petty (57), Amerikaans muzikant en liedjesschrijver

### 17 augustus
- Jan Retèl (66), Nederlands acteur

### 19 augustus
- Azar Andami (57), Iraans arts en bacterioloog

### 21 augustus
- Ivo Mortelmans (83), Belgisch componist

### 22 augustus
- Johanis Hermanus Manuhutu (76), Zuid-Moluks politicus

### 23 augustus
- Albert Poels (81), Belgisch beeldhouwer, medaillist en juwelenontwerper

### 24 augustus
- Hendrik Wielinga (72), Nederlands burgemeester

### 25 augustus
- Truman Capote (59), Amerikaans schrijver
- Viktor Tsjoekarin (62), Russisch-Oekraïens turner
- Turrell Wylie (57), Amerikaans tibetoloog

### 26 augustus
- André Pézard (91), Frans schrijver
- René Sneyers (66), Belgisch chemicus

### 27 augustus
- Billy Sands (73), Amerikaans acteur

### 28 augustus
- Mohammed Naguib (83), president van Egypte

### 30 augustus
- Hans Dekkers (56), Nederlands wielrenner

### 31 augustus
- Moshe Czerniak (74), Pools-Israëlisch schaker
- Adolf De Buck (63), Belgisch voetballer
- Carlo Zecchi (81), Italiaans dirigent

## September

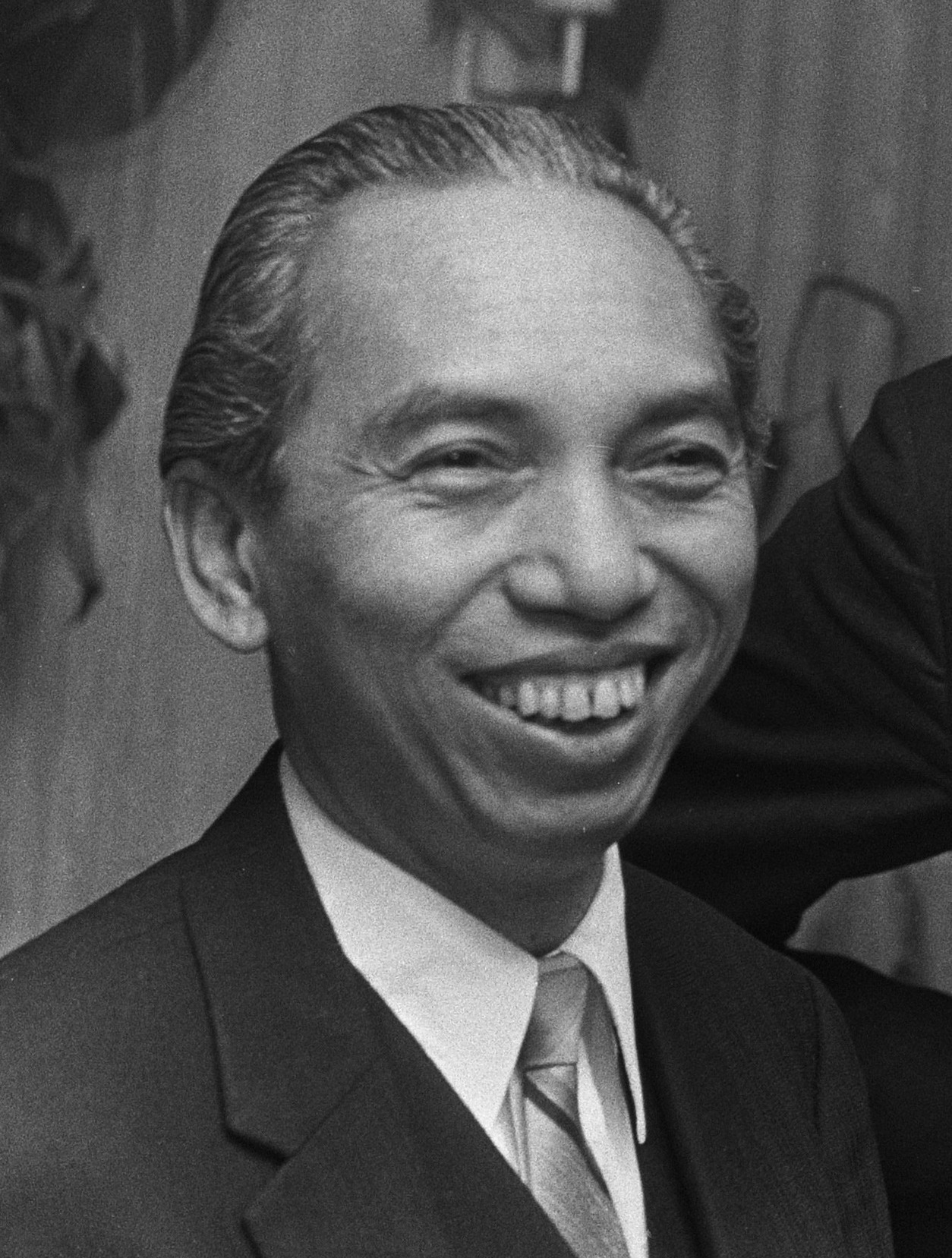
Adam Malik
5 september

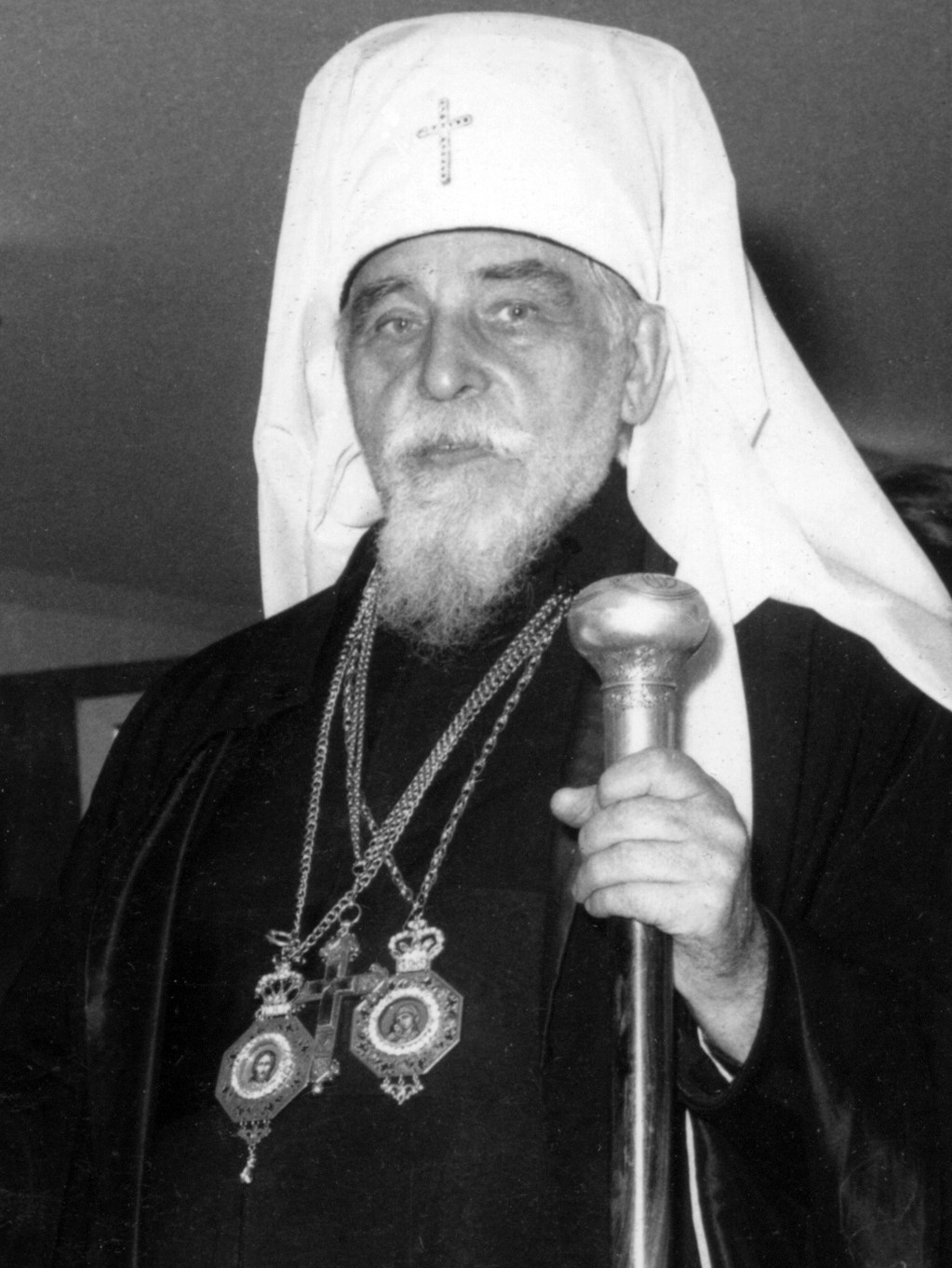
Josyf Slipyj
7 september

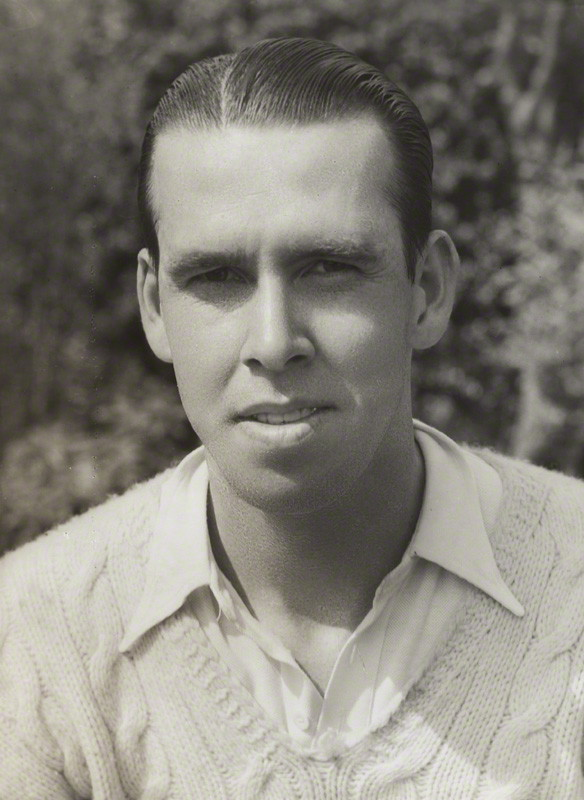
Yvon Petra
12 september

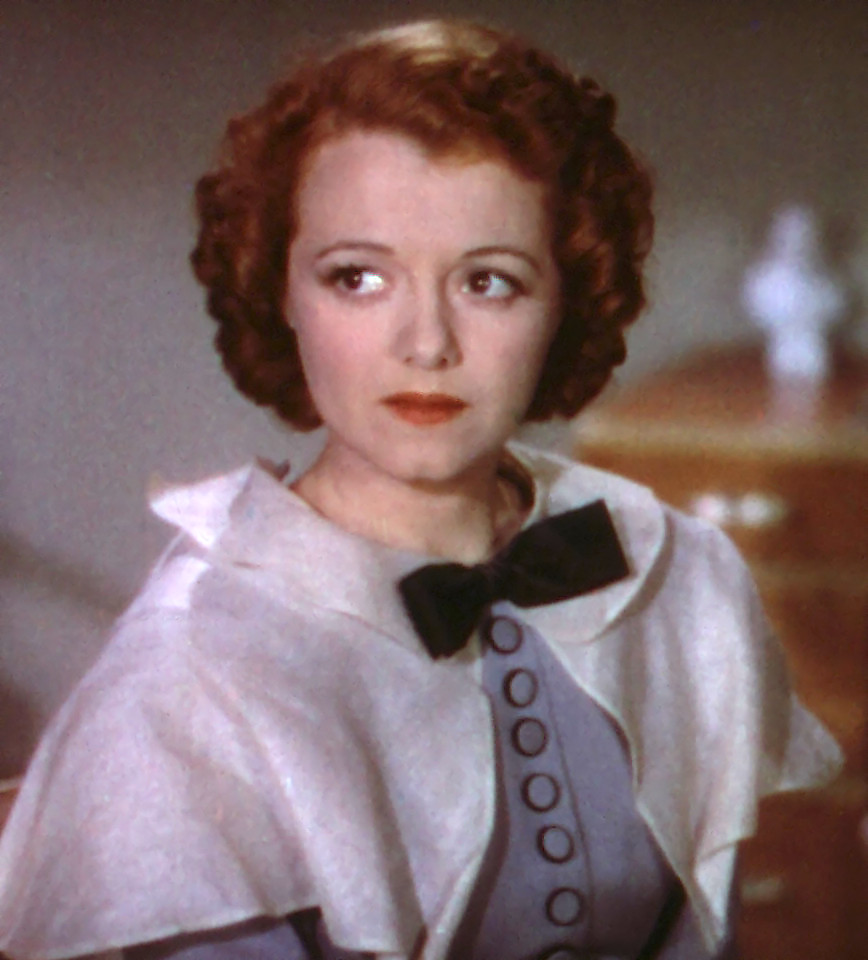
Janet Gaynor
14 september

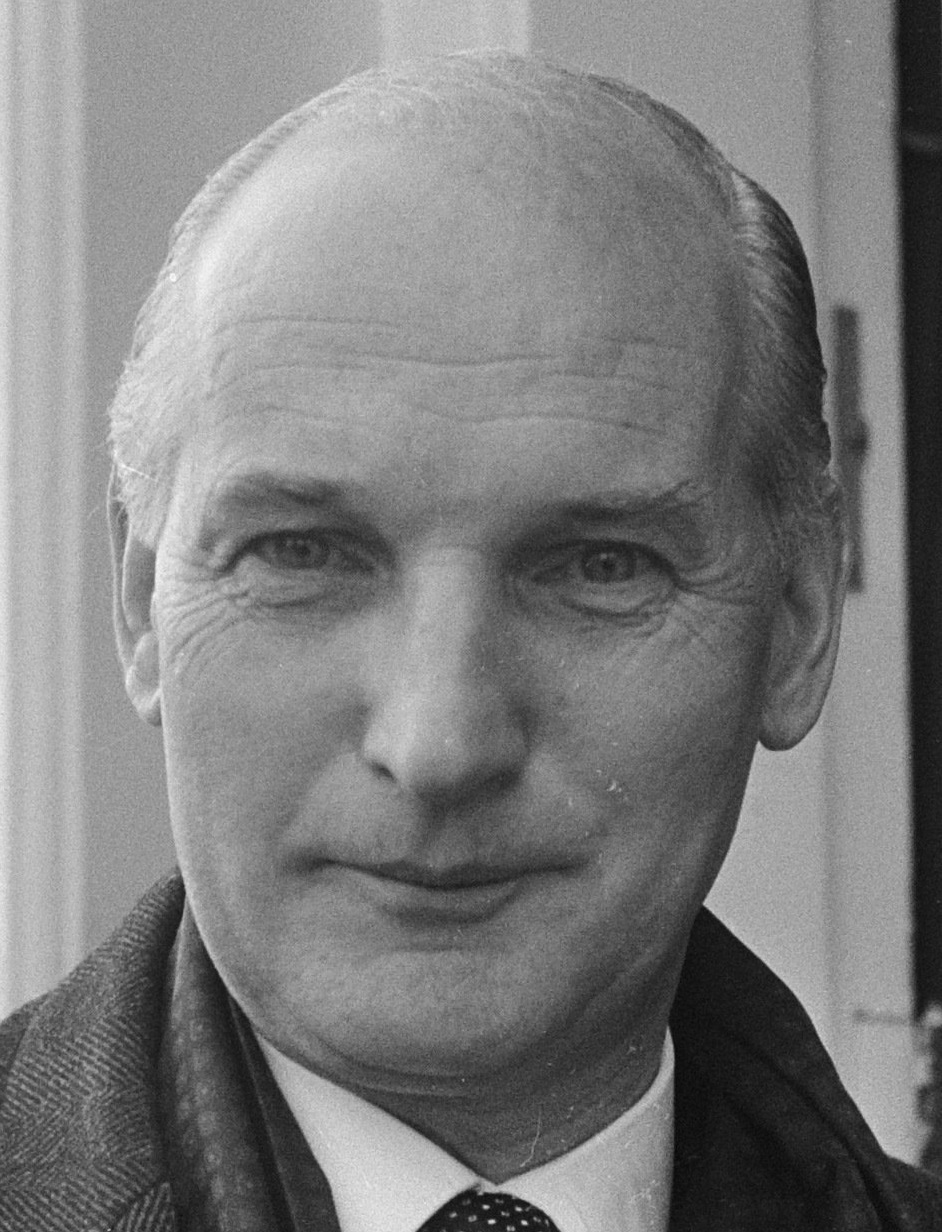
Theo Bot
24 september

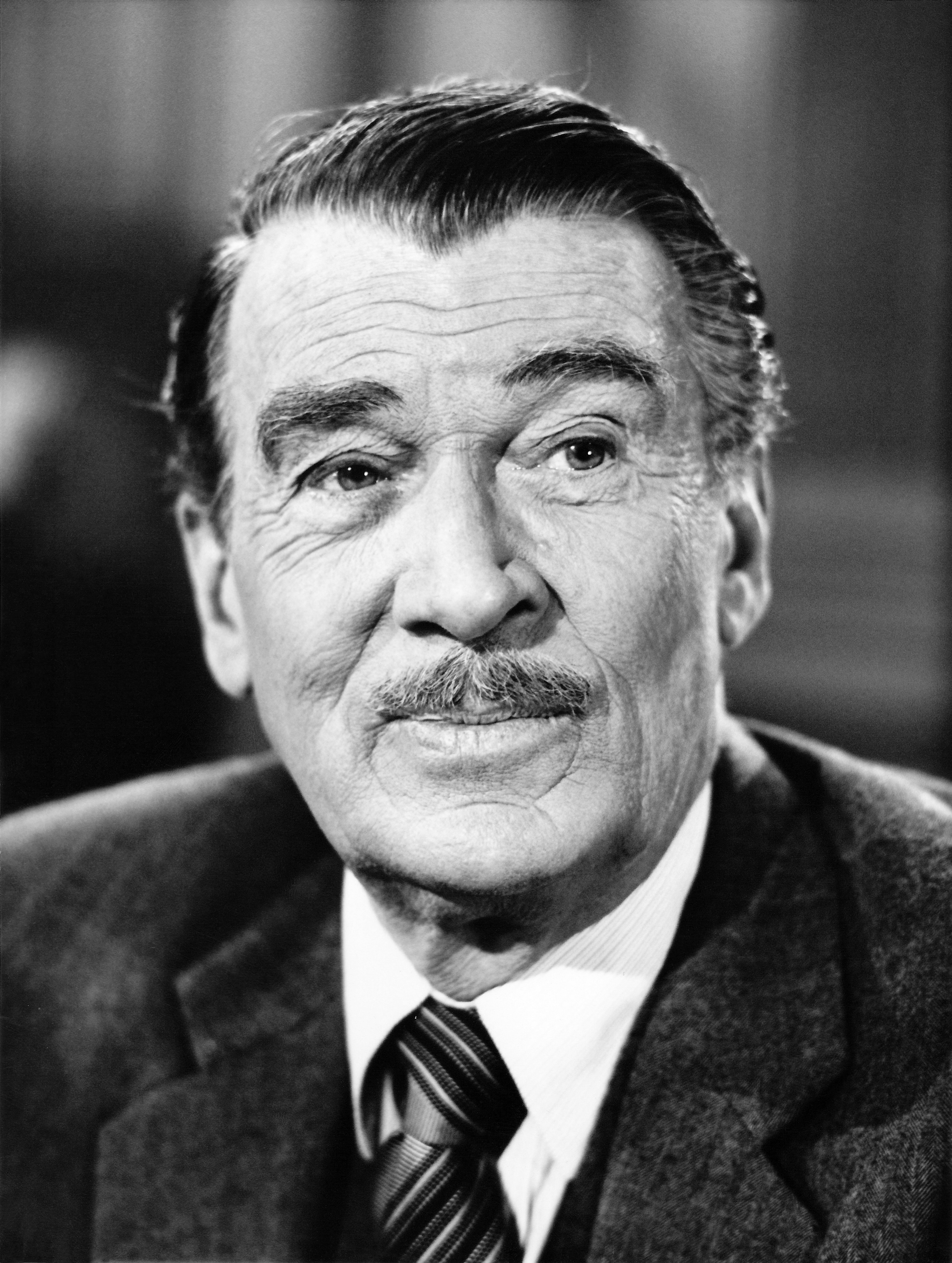
Walter Pidgeon
25 september

| 1 | 2 | 3 | 4 | 5 | 6 | 7 | 8 | 9 | 10 | 11 | 12 | 13 | 14 | 15 | 16 | 17 | 18 | 19 | 20 | 21 | 22 | 23 | 24 | 25 | 26 | 27 | 28 | 29 | 30 |
| - | - | - | - | - | - | - | - | - | -- | -- | -- | -- | -- | -- | -- | -- | -- | -- | -- | -- | -- | -- | -- | -- | -- | -- | -- | -- | -- |

### 1 september
- Marie Madeleine Yvonne de Bourbon-Busset (86), lid huis Bourbon-Parma

### 2 september
- Sándor Cséfai (80), Hongaars handbalspeler

### 3 september
- Gaston Palewski (83), Frans militair en politicus
- Arthur Schwartz (83), Amerikaans componist
- Herman Vanderpoorten (62), Belgisch politicus

### 4 september
- Gerbrand de Jong (67), Nederlands politicus

### 5 september
- Adam Malik (69), Indonesisch politicus

### 6 september
- Henk van den Born (95), Nederlands politicus

### 7 september
- Theo Dobbelman (77), Nederlands beeldhouwer
- Liam O'Flaherty (88), Iers schrijver
- Josyf Slipyj (92), Oekraïens kardinaal

### 8 september
- René Bernier (79), Belgisch componist
- Johnnie Parsons (66), Amerikaans autocoureur

### 9 september
- Yılmaz Güney (47), Koerdisch-Turks regisseur, acteur en schrijver

### 11 september
- Ad Slinger (70), Nederlands beeldhouwer

### 12 september
- Maurice Masson (89), Belgisch politicus
- Yvon Petra (68), Frans tennisser
- Rein Stuurman (83), Nederlands kunstenaar

### 13 september
- Henk Lotgering (81), Nederlands schoonspringer

### 14 september
- Richard Brautigan (49), Amerikaans schrijver
- Janet Gaynor (77), Amerikaans actrice

### 16 september
- Ben Mohr (74), Nederlands illustrator en ontwerper
- Louis Réard (86), Frans auto-ingenieur en kledingontwerper (bikini)

### 24 september
- Theo Bot (73), Nederlands politicus
- Louis Roels (66), Belgisch wielrenner

### 25 september
- Marie-Thérèse Bouvin (77), Belgisch bestuurster en politica
- Walter Pidgeon (87), Canadees-Amerikaans acteur
- Bernard Van Rysselberghe (78), Belgisch wielrenner

### 26 september
- José Castelli (80), Braziliaans voetballer bekend als Rato
- George Grard (82), Belgisch beeldhouwer

### 27 september
- Ellsworth Bunker (90), Amerikaans diplomaat
- Brecht Willemse (87), Nederlands communiste en verzetsstrijdster

### 29 september
- Marnix Gijsen (94), Belgisch schrijver
- Simone Jortay-Lemaire (55), Belgisch politicus

### 30 september
- Eulogio Martínez (49), Spaans-Paraguayaans voetballer

## Oktober

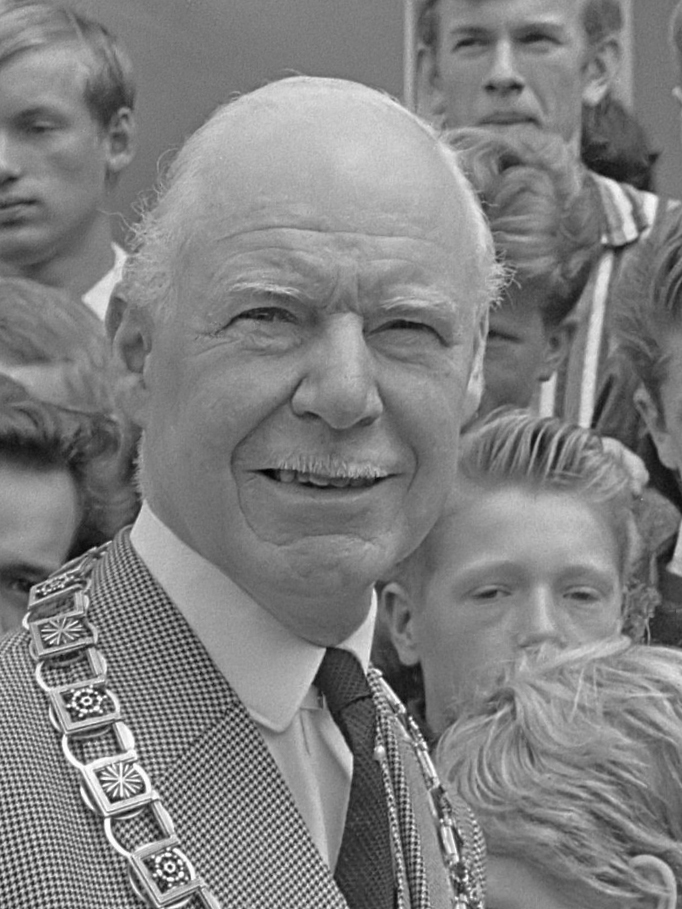
A.P. Korthals Altes
9 oktober

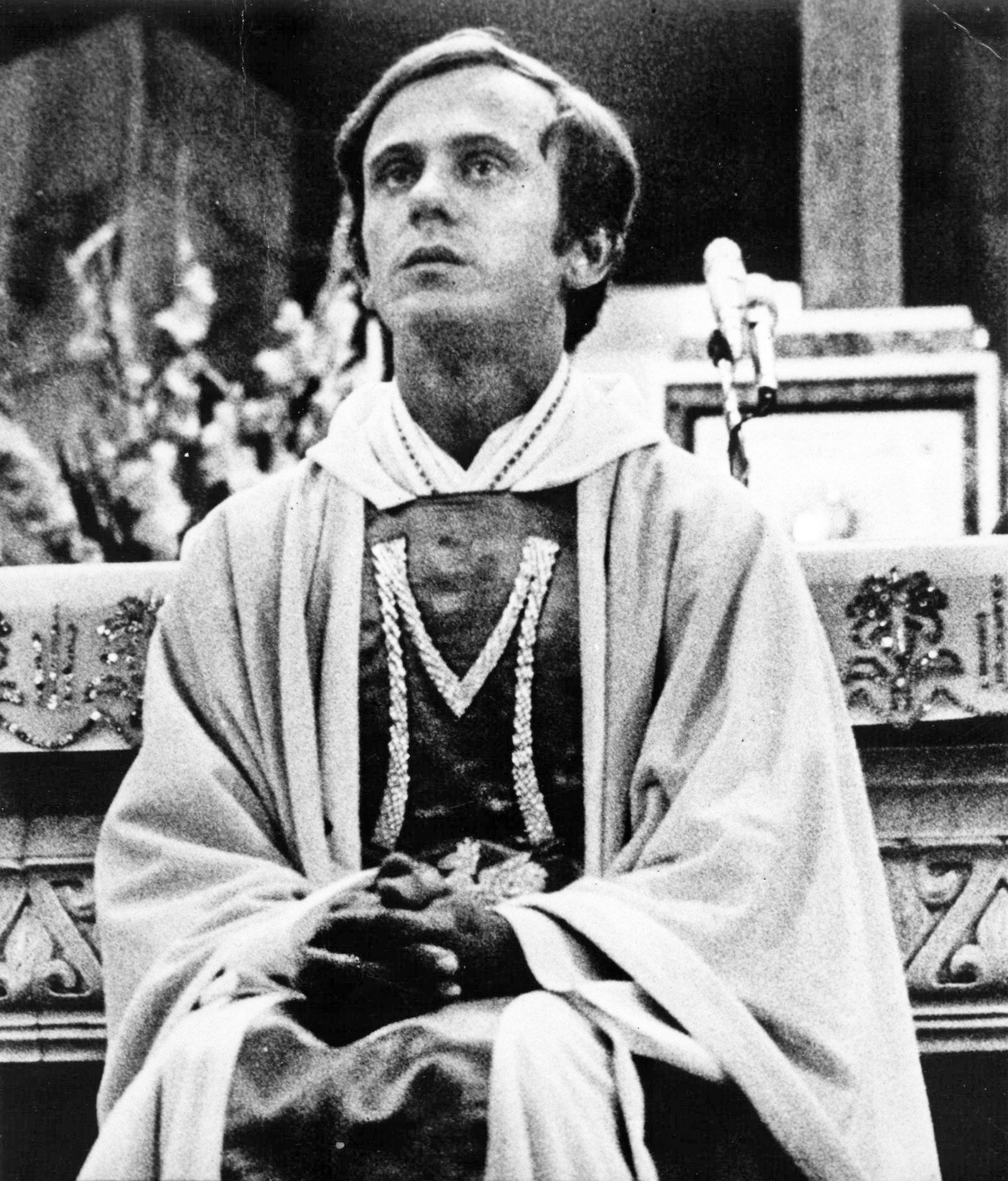
Jerzy Popiełuszko
19 oktober

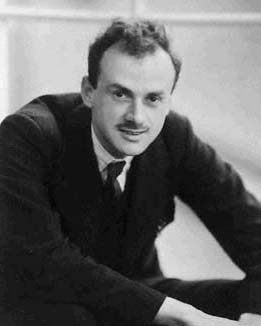
Paul Dirac
20 oktober

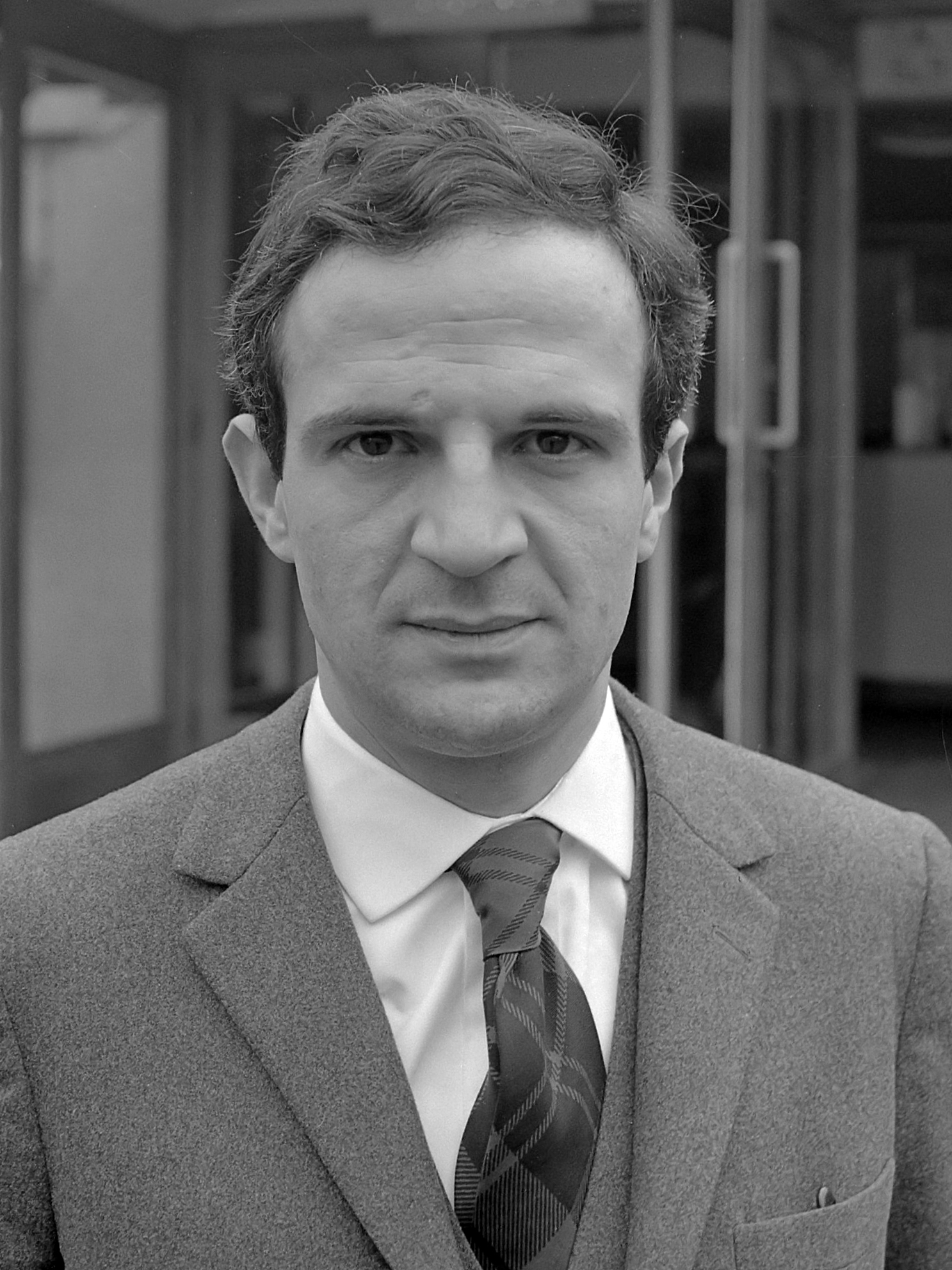
François Truffaut
21 oktober

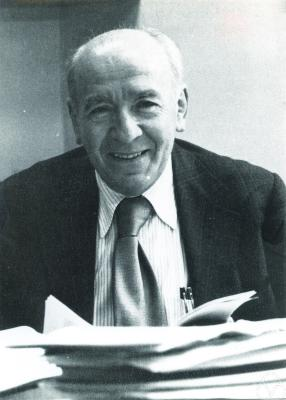
Mark Kac
26 oktober

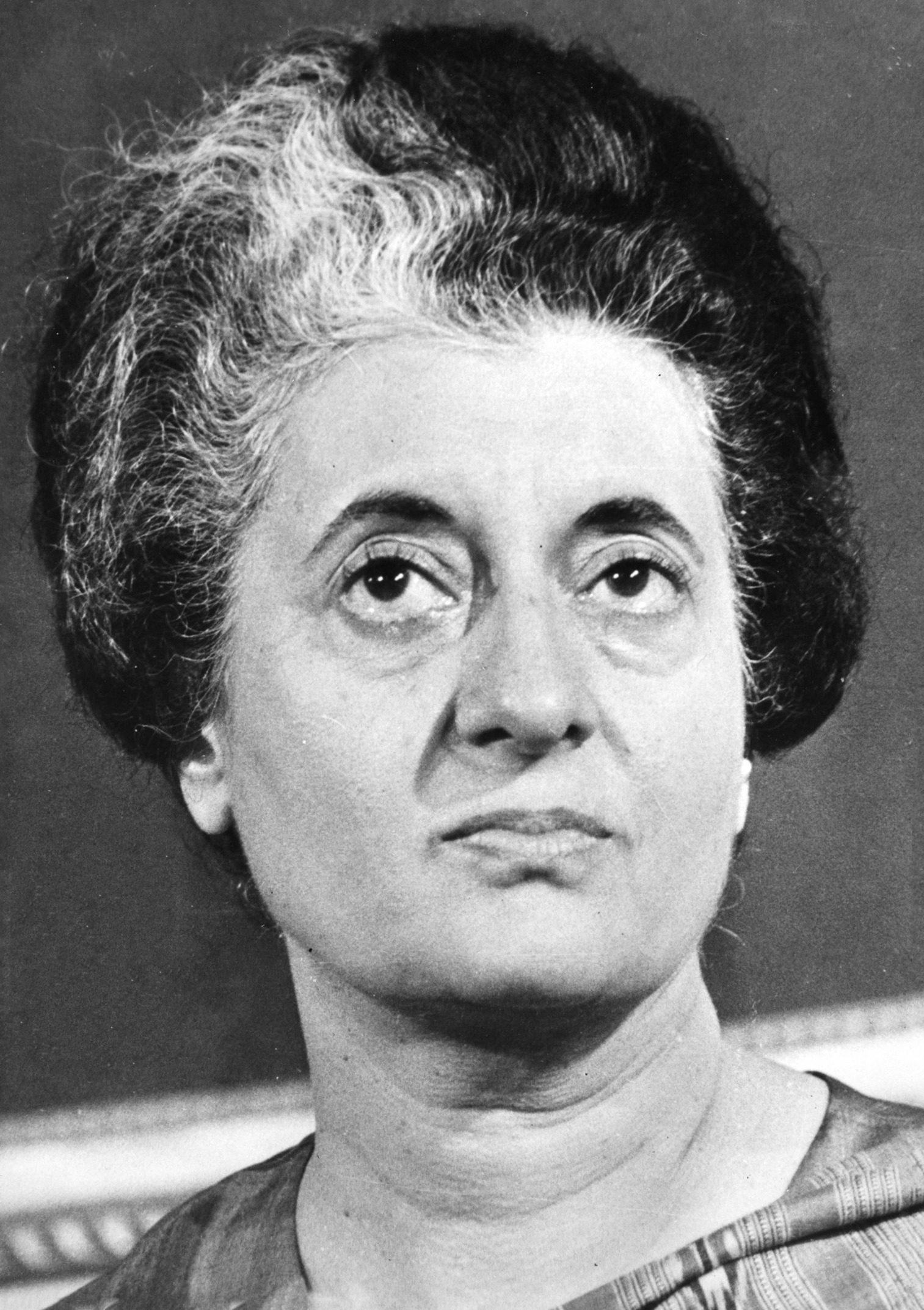
Indira Gandhi
31 oktober

| 1 | 2 | 3 | 4 | 5 | 6 | 7 | 8 | 9 | 10 | 11 | 12 | 13 | 14 | 15 | 16 | 17 | 18 | 19 | 20 | 21 | 22 | 23 | 24 | 25 | 26 | 27 | 28 | 29 | 30 | 31 |
| - | - | - | - | - | - | - | - | - | -- | -- | -- | -- | -- | -- | -- | -- | -- | -- | -- | -- | -- | -- | -- | -- | -- | -- | -- | -- | -- | -- |

### 1 oktober
- Geeraard Van Den Daele (76), Belgisch politicus

### 2 oktober
- Jacob Endregaard (103), Noors operazanger
- Harry Strom (70), Canadees politicus

### 4 oktober
- Albert Berchem (64), Luxemburgs politicus
- Bernhard van Saksen-Meiningen (83), lid Duitse adel

### 6 oktober
- Eliseo Pajaro (69), Filipijns componist
- George Gaylord Simpson (82), Amerikaans paleontoloog
- André van de Werve de Vorsselaer (76), Belgisch schermer

### 9 oktober
- Aleid Pieter Korthals Altes (81), Nederlands burgemeester
- Guy Wolstenholme (53), Brits golfer

### 10 oktober
- Ursula Curtiss (61), Amerikaans schrijfster

### 11 oktober
- Benno Schotz (93), Brits beeldhouwer

### 12 oktober
- Konstantin Chrenov (90), Russisch uitvinder

### 13 oktober
- Alice Neel (84), Amerikaans kunstenares
- Henry Wahl (69), Noors schaatser

### 14 oktober
- Martin Ryle (66), Brits astronoom

### 15 oktober
- Paolo Marella (89), Italiaans kardinaal

### 18 oktober
- Jon-Erik Hexum (26), Amerikaans acteur en model
- Stijn Jaspers (23), Nederlands atleet

### 19 oktober
- Henri Michaux (85), Belgisch-Frans schrijver, dichter en schilder
- Jerzy Popiełuszko (37), Pools geestelijke

### 20 oktober
- Carl Ferdinand Cori (87), Oostenrijks-Amerikaans biochemicus en Nobelprijswinnaar
- Paul Dirac (82), Brits wis- en natuurkundige

### 21 oktober
- Louis Herman De Koninck (88), Belgisch architect
- François Truffaut (52), Frans cineast
- Dalibor Vačkář (78),  Tsjechisch componist

### 22 oktober
- Rie Kooyman (74), Nederlands illustrator en boekbandontwerper
- Harold Walters (66), Amerikaans componist

### 23 oktober
- Oskar Werner (61), Oostenrijks acteur

### 26 oktober
- Mark Kac (70), Pools-Amerikaans wiskundige
- Sieto Robert Knottnerus (71), Nederlands politicus
- Laurie Langenbach (37), Nederlands schrijfster

### 28 oktober
- Knut Nordahl (64), Zweeds voetballer

### 30 oktober
- Maurice Delbouille (81), Belgisch taalkundige

### 31 oktober
- Indira Gandhi (66), Indiaas politica

## November

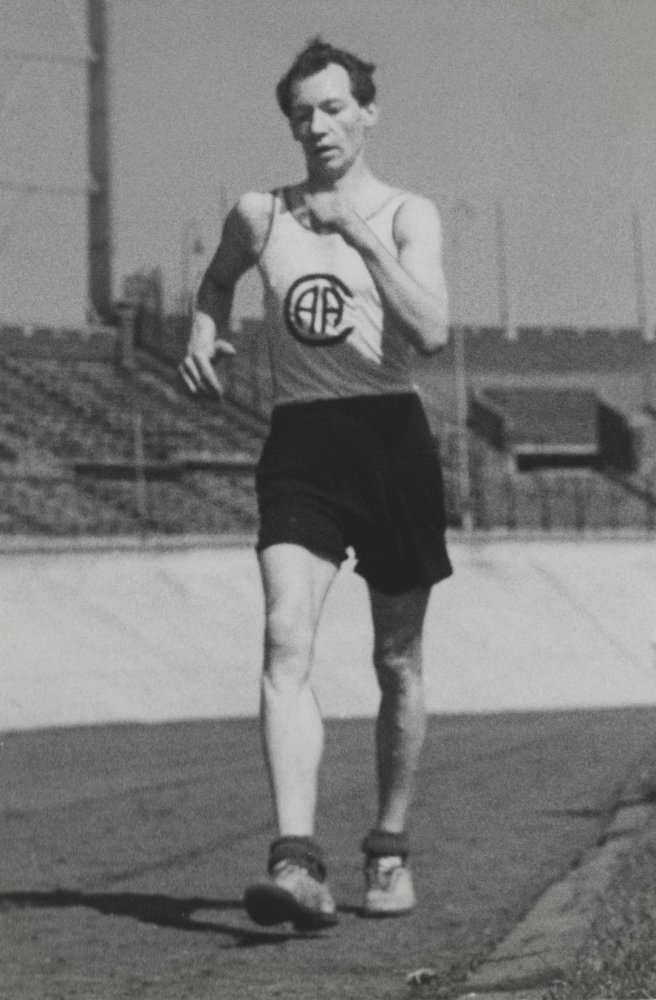
Anton Toscani
1 november

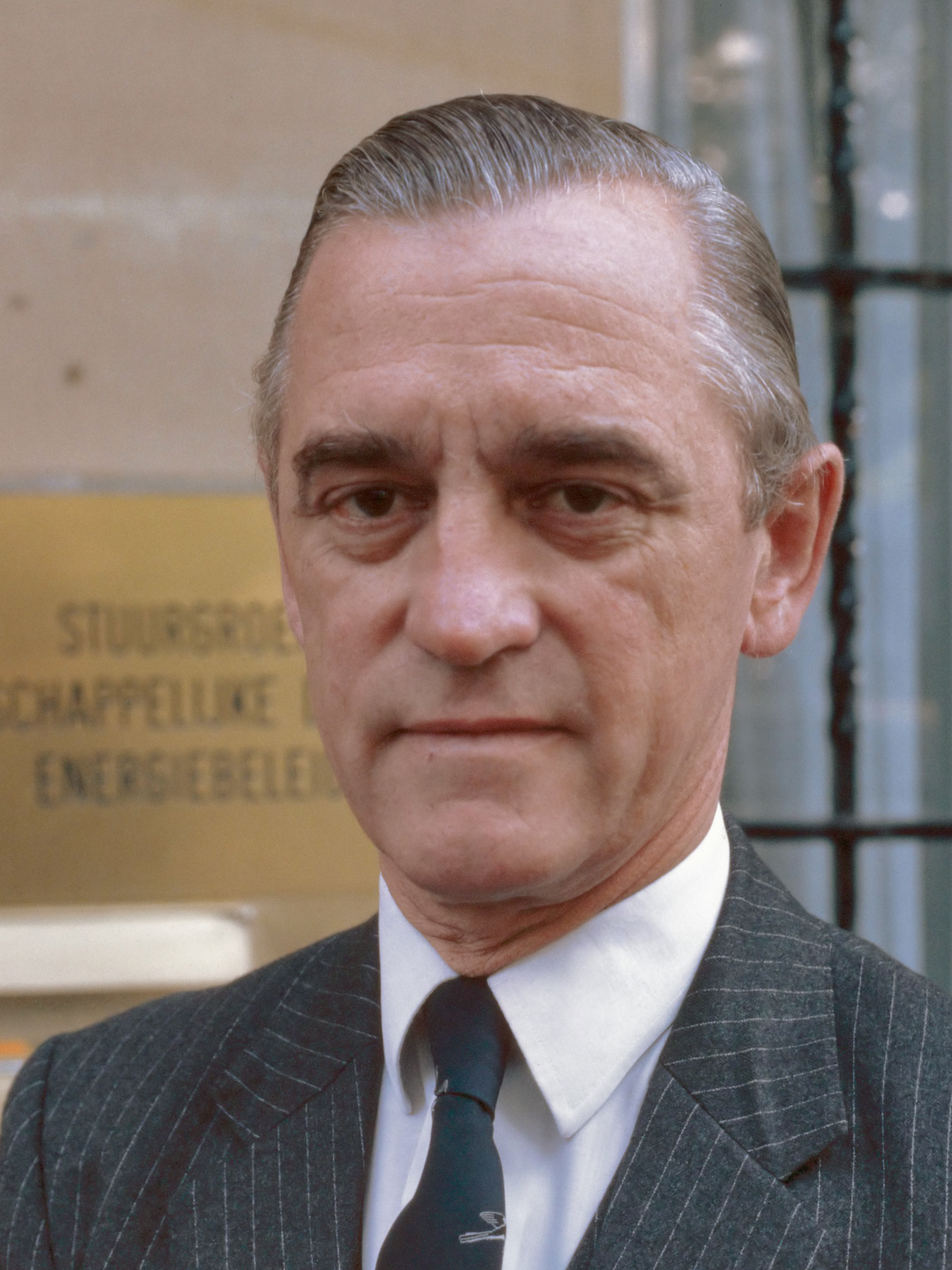
Mauk de Brauw
12 november

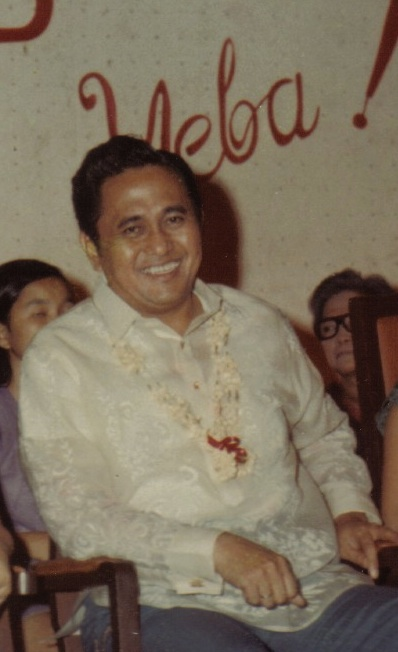
Antonio Villegas
16 november

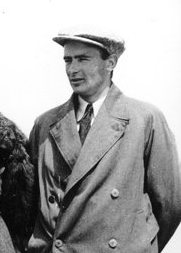
Trygve Bratteli
20 november

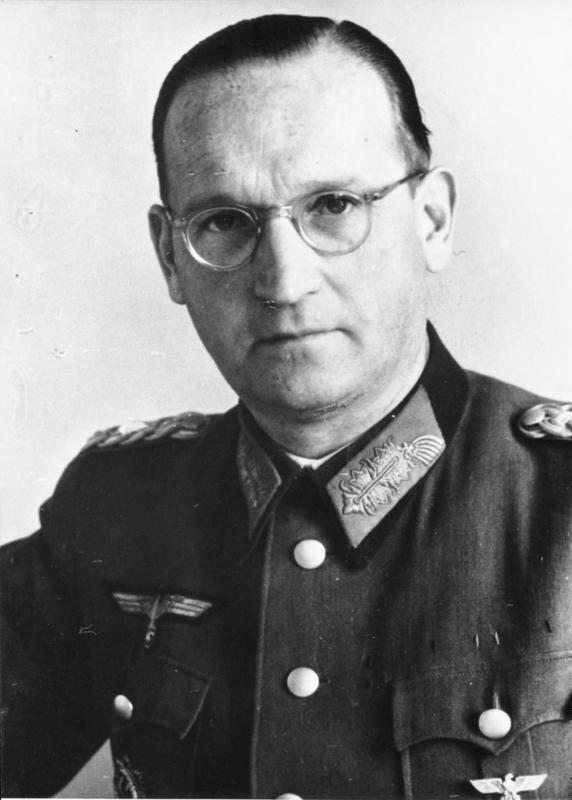
Hans Speidel
28 november

| 1 | 2 | 3 | 4 | 5 | 6 | 7 | 8 | 9 | 10 | 11 | 12 | 13 | 14 | 15 | 16 | 17 | 18 | 19 | 20 | 21 | 22 | 23 | 24 | 25 | 26 | 27 | 28 | 29 | 30 |
| - | - | - | - | - | - | - | - | - | -- | -- | -- | -- | -- | -- | -- | -- | -- | -- | -- | -- | -- | -- | -- | -- | -- | -- | -- | -- | -- |

### 1 november
- Marcel Moyse (95), Frans fluitist
- Anton Toscani (83), Nederlands atleet
- Frans Ferdinand van der Werf (80), Nederlands fotograaf

### 2 november
- Emmy van Leersum (54), Nederlands sieraadontwerpster
- Eugène Winters (77), Nederlands-Belgisch cartoonist

### 4 november
- Jean Daems (61), Belgisch atleet
- Pieter Leonard Hazelzet (76), Nederlands politicus

### 5 november
- Domien Jacob (87), Belgisch gymnast
- René Victor (87), Belgisch politicus

### 8 november
- Barend Ferman (45), Nederlands burgemeester
- Collin Walcott (39), Amerikaans jazzmuzikant

### 10 november
- Charles Gendebien (68), Belgisch politicus
- Joop Vermeulen (77), Nederlands atleet

### 11 november
- Lucas van der Land (61), Nederlands politicoloog

### 12 november
- Mauk de Brauw (59), Nederlands politicus
- Jan van Haeringen (61), Nederlands burgemeester
- Hans Habes (54), Nederlands politicus

### 14 november
- Cesar Climaco (68), Filipijns politicus

### 16 november
- Antonio Villegas (56), Filipijns burgemeester

### 18 november
- Marcel Demets (71), Belgisch politicus

### 19 november
- Gerrit van Bakel (41), Nederlands kunstenaar

### 20 november
- Trygve Bratteli (74), Noors politicus

### 21 november
- Jacques Franck (74), Belgisch politicus

### 22 november
- Gerrit Fischer (68), Nederlands voetballer
- Marianne Zoff (91), Oostenrijks actrice en operazangeres

### 24 november
- Jimmy Jackson (74), Amerikaans autocoureur

### 25 november
- Clara Asscher-Pinkhof (88), Nederlands schrijver
- Carl Dobler (81), Zwitsers politicus
- Emile Ensberg (79), Surinaams politicus
- Sylvan Goldman (86), Amerikaans ondernemer en uitvinder
- Jan den Tex (85), Nederlands historicus

### 28 november
- Pieter Huibertus Pols (68), Nederlands burgemeester
- Hans Speidel (87), Duits militair leider

### 29 november
- Tatjana Pavlovna Ehrenfest (79), Nederlands wiskundige

### 30 november
- Frans Mettes (75), Nederlands kunstenaar
- Willy Peers (60), Belgisch medicus en activist

## December

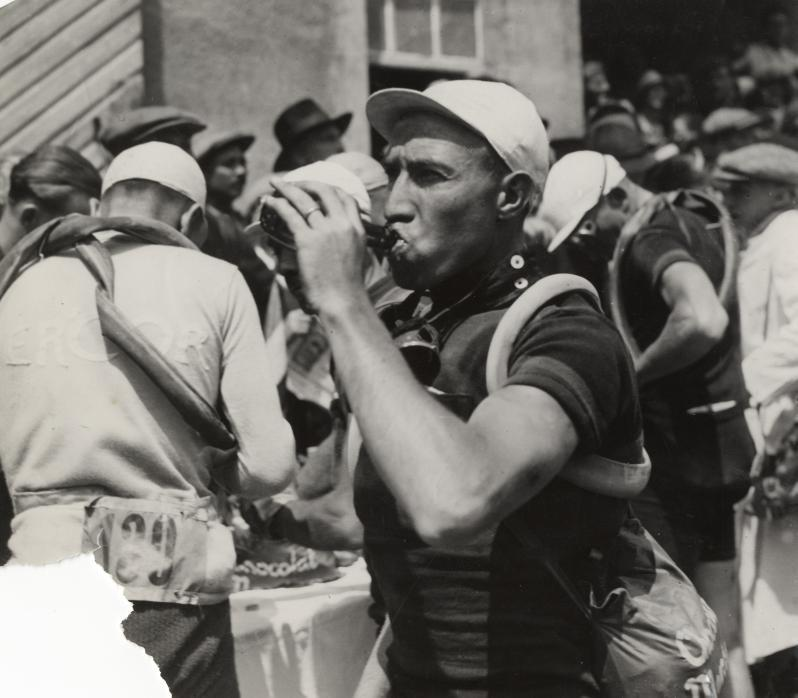
Alfons Schepers
1 december

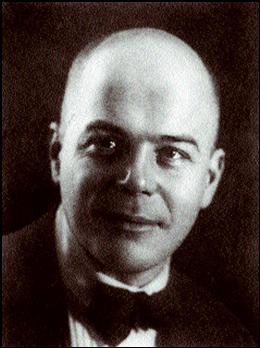
Viktor Sjklovski
6 december

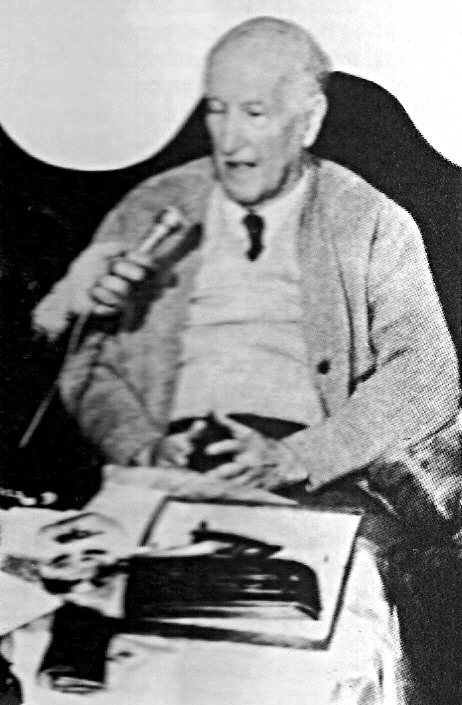
Vicente Aleixandre
14 december

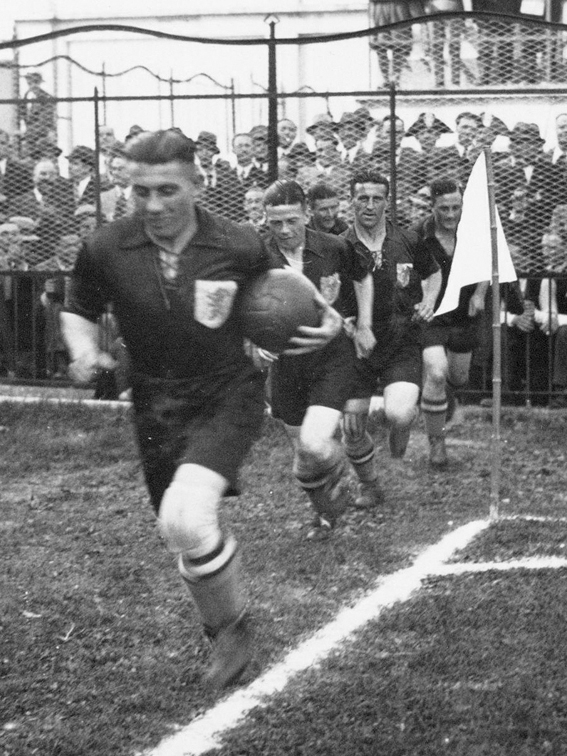
Puck van Heel
18 december

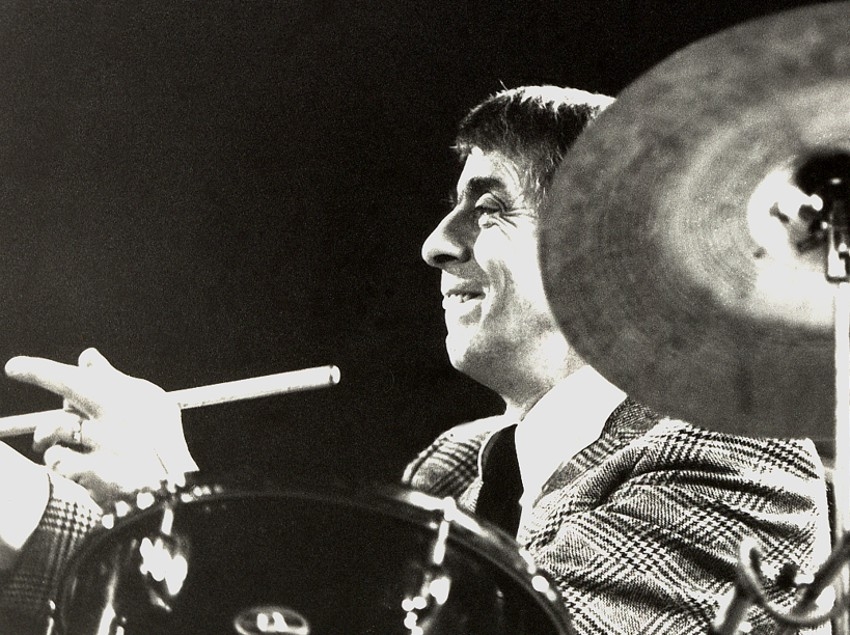
Kenny Clare
21 december

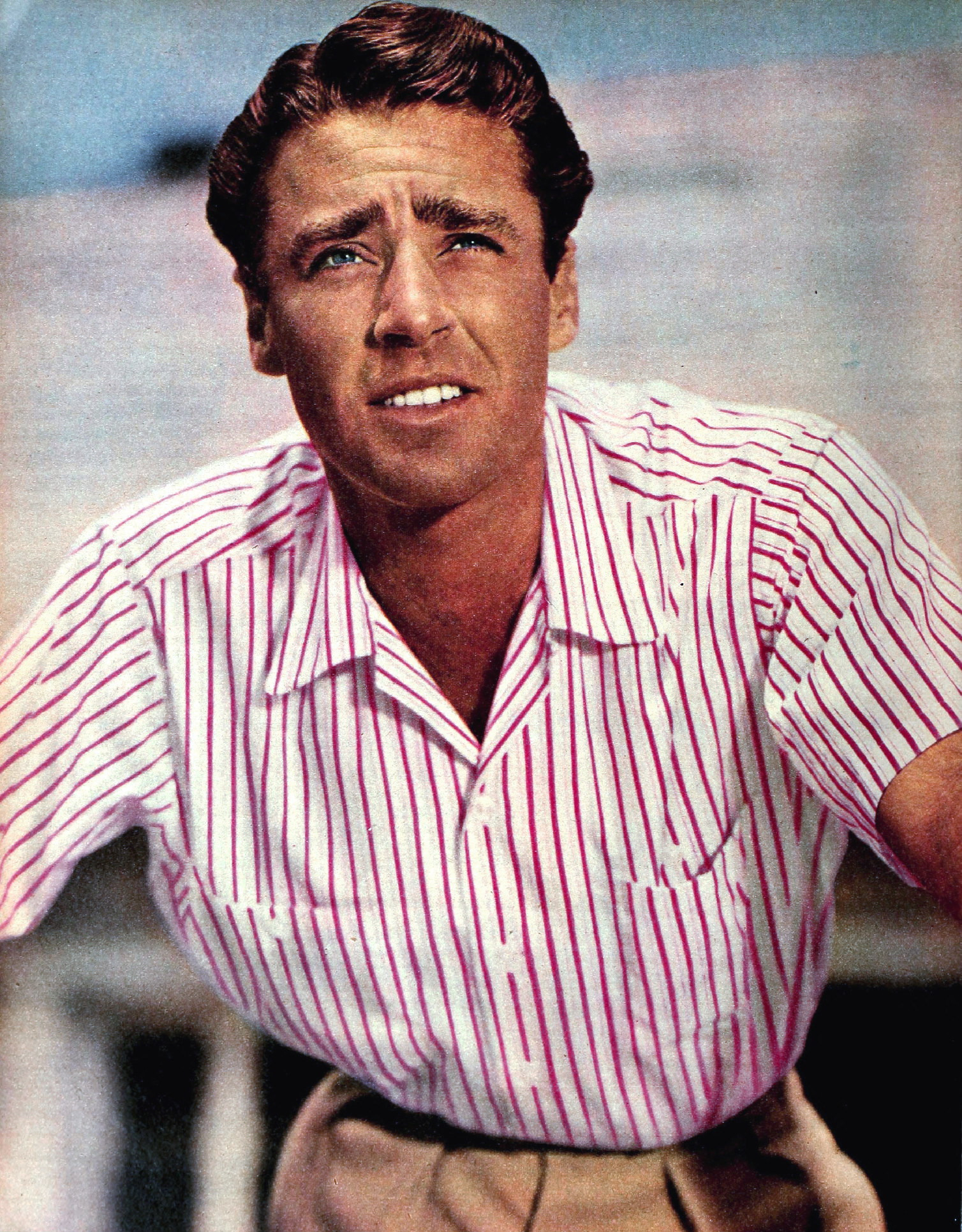
Peter Lawford
24 december

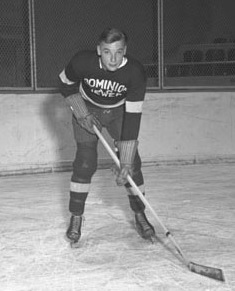
Roy Conacher
29 december

| 1 | 2 | 3 | 4 | 5 | 6 | 7 | 8 | 9 | 10 | 11 | 12 | 13 | 14 | 15 | 16 | 17 | 18 | 19 | 20 | 21 | 22 | 23 | 24 | 25 | 26 | 27 | 28 | 29 | 30 | 31 |
| - | - | - | - | - | - | - | - | - | -- | -- | -- | -- | -- | -- | -- | -- | -- | -- | -- | -- | -- | -- | -- | -- | -- | -- | -- | -- | -- | -- |

### 1 december
- Roelof Frankot (73), Nederlands kunstschilder en fotograaf
- Harry Hack (71), Nederlands militair
- Adriaan Kousemaker (75), Nederlands componist
- Alfons Schepers (77), Belgisch wielrenner

### 3 december
- Gerrit Visser (81), Nederlands voetballer

### 6 december
- Viktor Sjklovski (91), Russisch schrijver
- Antoon Verboven (79), Belgisch classicus

### 7 december
- Jackson Beardy (40), Canadees kunstenaar
- Otto Dicke (66), Nederlands tekenaar
- LeeRoy Yarbrough (46), Amerikaans autocoureur

### 9 december
- Rein Stuurman (84), Nederlands kunstenaar

### 10 december
- Hans Bendix (86), Deens kunstenaar
- Uuno Pietilä (79), Fins schaatser

### 12 december
- Ton Gubbels (52), Nederlands burgemeester
- Alice Horodisch-Garnmann (79), Nederlands grafisch ontwerper

### 13 december
- Pierre-Martin Ngo Dinh Thuc (87), Vietnamees geestelijke
- Max Schönherr (81), Oostenrijks componist

### 14 december
- Vicente Aleixandre (86), Spaans dichter
- Alberto Fernández (29), Spaans wielrenner

### 15 december
- Kurt Axelsson (43), Zweeds voetballer
- Lennard Pearce (69), Brits acteur

### 17 december
- Sonja Ferlov (73), Deens kunstenaar
- Tilly Perin-Bouwmeester (91), Nederlands actrice
- László Szabó (67), Frans beeldhouwer

### 18 december
- Feike Asma (72), Nederlands organist
- Bill Boyd (69), Amerikaans autocoureur
- Puck van Heel (80), Nederlands voetballer
- Aris Maliagros (89), Grieks acteur

### 19 december
- Jacques Mevis (49), Belgisch politicus
- Frits Röell (81), Nederlands burgemeester
- Edrich Siebert (81), Brits componist
- Pieter Gerard van de Vliet (82), Nederlands politicus

### 20 december
- Stanley Milgram (51), Amerikaans psycholoog
- Cornelis Constantijn van Valkenburg(74), Nederlands bestuurder

### 21 december
- Kenny Clare (55), Brits jazzdrummer
- Karl Roemer (84), Duits jurist

### 22 december
- Édouard-François Empain (70), Belgisch bankier

### 23 december
- Charly De Pauw (64), Belgisch projectontwikkelaar

### 24 december
- Peter Lawford (61), Engels-Amerikaans acteur

### 26 december
- Pol Bollansee (55), Belgisch zanger
- Albert Delpérée (72), Belgisch politicus
- Oscar Schelfhout (80), Belgisch geestelijke

### 27 december
- Frederika van Asselt-Benkemper (110), oudste inwoner van Nederland

### 28 december
- Hans Larive (69), Nederlands militair
- Sam Peckinpah (59), Amerikaans filmregisseur
- Ben Rowold (47), Nederlands  cabaretier en tekstschrijver

### 29 december
- Roy Conacher (68), Canadees ijshockeyspeler
- Marc Dessauvage (53), Belgisch architect

## Datum onbekend
- Timothy Akis (39-40), Papoea-Nieuw-Guinees kunstenaar
- Al Hubbard (68), Amerikaans animator en striptekenaar (overleden in mei)

1900 ·
1901 ·
1902 ·
1903 ·
1904 ·
1905 ·
1906 ·
1907 ·
1908 ·
1909 ·
1910 ·
1911 ·
1912 ·
1913 ·
1914 ·
1915 ·
1916 ·
1917 ·
1918 ·
1919 ·
1920 ·
1921 ·
1922 ·
1923 ·
1924 ·
1925 ·
1926 ·
1927 ·
1928 ·
1929 ·
1930 ·
1931 ·
1932 ·
1933 ·
1934 ·
1935 ·
1936 ·
1937 ·
1938 ·
1939 ·
1940 ·
1941 ·
1942 ·
1943 ·
1944 ·
1945 ·
1946 ·
1947 ·
1948 ·
1949 ·
1950 ·
1951 ·
1952 ·
1953 ·
1954 ·
1955 ·
1956 ·
1957 ·
1958 ·
1959 ·
1960 ·
1961 ·
1962 ·
1963 ·
1964 ·
1965 ·
1966 ·
1967 ·
1968 ·
1969 ·
1970 ·
1971 ·
1972 ·
1973 ·
1974 ·
1975 ·
1976 ·
1977 ·
1978 ·
1979 ·
1980 ·
1981 ·
1982 ·
1983 ·
1984 ·
1985 ·
1986 ·
1987 ·
1988 ·
1989 ·
1990 ·
1991 ·
1992 ·
1993 ·
1994 ·
1995 ·
1996 ·
1997 ·
1998 ·
1999 ·
2000 ·
2001 ·
2002 ·
2003 ·
2004 ·
2005 ·
2006 ·
2007 ·
2008 ·
2009 ·
2010 ·
2011 ·
2012 ·
2013 ·
2014 ·
2015 ·
2016 ·
2017 ·
2018 ·
2019 ·
2020 ·
2021 ·
2022 ·
2023 ·
2024 ·
2025